# Weber (Familienname)
Weber ist ein Familienname.

## Herkunft und Bedeutung
Der Familienname Weber ist abgeleitet von dem Beruf des Webers. Sowohl in Deutschland als auch in der Schweiz belegt der Name Weber Platz 5 der häufigsten Familiennamen (siehe Liste der häufigsten Familiennamen in Deutschland und in der Schweiz).

## Varianten
- Textor (latinisiert)
- von Waeber
- Webber
- Weeber
- Wefer
- Wefers
- Wever
- Weaver (meist englisch)
- Webber, Webster (englisch)

## Namensträger

### A
- A. Paul Weber (Andreas Paul Weber; 1893–1980), deutscher Lithograf, Zeichner und Maler
- Achim Weber (Umweltschützer) (1956–2010), deutscher Umweltschützer
- Achim Weber (* 1969), deutscher Fußballspieler
- Adalbert Weber (1817–1864), Bürgermeister und Mitglied der kurhessischen Ständeversammlung
- Adna Ferrin Weber (1870–1968), US-amerikanischer Statistiker und Ökonom
- Adolf Weber (Chemiker) (1847–1888), Schweizer Chemiker und Hochschullehrer
- Adolf Weber (Ökonom) (1876–1963), deutscher Nationalökonom
- Adolf Weber (Maler) (1925–1996), Schweizer Maler, Grafiker, Radierer und Illustrator
- Adolf Weber (Botaniker) (1938–2019), deutscher Botaniker und Hochschullehrer
- Adolf Weber-Scheld (1892–nach 1961), deutscher Maler, Grafiker und Holzschneider
- Adolph Weber (Politiker) (1819–1893), deutscher Rechtsanwalt und Politiker
- Adolph Weber (Turner) (1875–nach 1904), deutscher Kunstturner
- Adolph Dietrich Weber (Adolf Dietrich Weber; 1753–1817), deutscher Rechtswissenschaftler und Hochschullehrer
- Agnes Weber (* 1951), Schweizer Politikerin
- Alain Weber (1930–2019), französischer Komponist
- Albert Weber (Klavierbauer) (1828–1879), deutschamerikanischer Klavierhersteller
- Albert Weber (Architekt) (1847–1903), Schweizer Architekt in Zürich
- Albert Weber (Fussballspieler, I), Schweizer Fußballspieler
- Albert Weber (Fabrikant) (1876–1955), Schweizer Fabrikant
- Albert Weber (Dialektologe) (1883–1957), Schweizer Handelsschullehrer und Dialektologe
- Albert Weber (Fußballspieler, 1888) (1888–1940), deutscher Fußballspieler
- Albert Weber (Politiker) (1919–2008), deutscher Politiker (SPD), MdL Hessen
- Albert Weber (Fußballspieler, 1944) (* 1944), deutscher Fußballspieler
- Albert Weber (Künstler) (* 1957), Schweizer Künstler
- Albertine Weber (1923–2010), deutsche Unternehmerin
- Albrecht Weber (1825–1901), deutscher Indologe und Historiker
- Albrecht Weber (Rechtswissenschaftler) (* 1945), deutscher Rechtswissenschaftler
- Aleks Weber (1961–1994), Schweizer Kunstmaler
- Alexander von Weber (1825–1844), deutscher Maler
- Alexander Weber (Unternehmer), Schweizer Ingenieur, Erfinder und Unternehmer
- Alexander Weber (Psychologe) (* 1937), deutscher Psychologe
- Alexander Weber (Fechter) (* 1978), deutsch-argentinischer Fechter
- Alexander Weber (Eishockeyspieler) (Alexander Schmidt; * 1983), deutscher Eishockeyspieler
- Alexander Otto Weber (1868–nach 1927), deutscher Schriftsteller
- Alexis Weber (1862 – nach 1918), deutscher Bankier und Politiker
- Alfons Weber (Mediziner, 1904) (1904–1984), deutsch-südwestafrikanischer Doktor der Zahnmedizin und Mäzen in Swakopmund
- Alfons Weber (Mediziner, 1915) (1915–1994), deutscher Arzt, der mit einer umstrittenen Krebstherapie bekannt wurde
- Alfred Weber (Politiker, 1811) (1811–1885), deutscher Unternehmer und Politiker, MdL
- Alfred Weber (Philosoph) (1835–1914), deutscher Philosoph
- Alfred Weber (Architekt) (1845/1846–1899), Schweizer Architekt
- Alfred Weber (Maler) (1859–1931), Schweizer Maler
- Alfred Weber (1868–1958), deutscher Nationalökonom und Soziologe
- Alfred Weber (Jurist) († 1966), Schweizer Jurist
- Alfred Weber (Politiker, 1923) (1923–2015), Schweizer Politiker (FDP)
- Alfred Weber (Amerikanist) (1925–2006), deutscher Amerikanist
- Alfred Weber von Ebenhof (1853–um 1920), österreichischer Wasserbauingenieur
- Alfred Weber-Stehlin (1884–1973), Schweizer Unternehmer
- Alfred Remigius Weber (1913–2006), Schweizer Bankmanager und Lokalhistoriker
- Alois Weber (General) (1903–1976), deutscher Generalmajor
- Alois Weber (Geistlicher) (1928–2009), deutscher Geistlicher
- Alois Werner von Weber (1703–1792), Schweizer Offizier und Politiker
- Alwin Weber (1857–1919), Schweizer Industrieller und Politiker
- André-Paul Weber (1927–2016), elsässischer Politiker, Unternehmer und Schriftsteller
- Andrea Weber (* 1965), österreichische Wirtschaftswissenschaftlerin
- Andreas Weber (Politiker, 1605) (1605–1694), deutscher Politiker, Bürgermeister von Berlin
- Andreas Weber (Philosoph) (1718–1781), deutscher Philosoph und lutherischer Theologe
- Andreas Weber (Politiker, 1764) (1764–1839), deutscher Politiker, waldeckischer Landstand
- Andreas Weber (Gartenarchitekt) (1832–1901), deutscher Gartenarchitekt
- Andreas Weber (Politiker, 1878) (1878–1955), deutscher Politiker (SPD)
- Andreas Weber (Schwimmer) (* 1953), deutscher Schwimmer
- Andreas Weber (Schriftsteller) (* 1961), österreichischer Schriftsteller
- Andreas Weber (Biochemiker) (* 1963), deutscher Biochemiker und Botaniker
- Andreas Weber (Mathematiker) (1964–2020), deutscher Informatiker und Mathematiker
- Andreas Weber (Publizist) (* 1967), deutscher Biologe, Philosoph und Publizist
- Andreas Weber (Autor) (* 1971), deutscher Autor
- Andreas Weber-Schäfer (* 1939), deutscher Hörspielregisseur
- Andreas Otto Weber (* 1965), deutscher Historiker
- Andreas Paul Weber (1893–1980), deutscher Grafiker und Maler, siehe A. Paul Weber
- Andreas-Peter Weber (* 1961), deutscher Journalist
- Anja Weber (Gewerkschafterin) (* 1961), deutsche Verbandspolitikerin
- Anja Weber (Badminton) (* 1976), deutsche Badmintonspielerin
- Anja Weber (Skilangläuferin) (* 2001), Schweizer Triathletin und Skilangläuferin
- Anna Weber-van Bosse (1852–1942), niederländische Algologin
- Anne Weber (Autorin) (* 1964), deutsche Autorin
- Anne Weber (Schauspielerin) (* 1966), deutsche Schauspielerin
- Anne Françoise Weber (* 1973), deutsch-französische Sozialwissenschaftlerin und Journalistin
- Anne Greta Weber (* 1985), deutsche Schauspielerin
- Annemarie Weber (Lexikographin) (* 1903), deutsche Übersetzerin und Lexikografin
- Annemarie Weber (1918–1991), deutsche Journalistin und Schriftstellerin
- Annemarie Weber (Molekularbiologin) (1923–2012), US-amerikanische Molekularbiologin
- Annette Weber (Schriftstellerin) (* 1956), deutsche Schriftstellerin
- Annette Weber (Kunsthistorikerin) (* 1957), deutsche Kunsthistorikerin
- Annette Weber (Journalistin), deutsche Chefredakteurin
- Annette Weber (Politikwissenschaftlerin) (* 1967), EU-Sonderbeauftragte für das Horn von Afrika
- Annette Weber-Krier (* 1937), luxemburgische Turnerin
- Anselm Weber (* 1963), deutscher Theaterregisseur
- Anthony Weber (* 1987), französischer Fußballspieler
- Anton von Weber (1817–1888), deutscher Jurist
- Anton Weber (Maler) (1833–1909), deutscher Maler
- Anton Weber (Politiker, 1839) (1839–1924), Schweizer Politiker (CVP)
- Anton Weber (Geistlicher) (1846–1915), deutscher katholischer Geistlicher, Lehrer und Kunsthistoriker
- Anton Weber (Architekt) (1858–1942), österreichischer Architekt
- Anton Weber (Theologe) (1868–1947), deutscher katholischer Theologe
- Anton Weber (Politiker, 1878) (1878–1950), österreichischer Politiker (SPÖ)
- Anton Weber (Politiker, 1890) (1890–1969), deutscher Reichsbahnbeamter, Politiker (Zentrum, CDU) und MdA Berlin
- Anton Weber (Regisseur) (1904–1979), deutscher Filmarchitekt, Regisseur, Drehbuchautor und Fotograf
- Anton Weber (Pallottiner) (1910–1998), deutscher Ordenspriester
- Anton Weber (Schauspieler) (* 1976), deutscher Schauspieler
- Anton Alois Weber (1877–1948), deutscher Geistlicher, Bischof von Leitmeritz
- Apollinaris von Weber (1685–1761), Schweizer Kapuzinerpater und apostolischer Präfekt in Russland
- Armin Weber (1901–1986), Schweizer Geologe
- Arnd Weber (* 1953), deutscher Wissenschaftler
- Arnold Weber (1894–1976), Schweizer Kinderpsychiater
- Arnold E. Weber (1897–1955), deutscher Wirtschaftswissenschaftler
- Arthur Weber (Mediziner) (1879–1975), deutscher Mediziner und Hochschullehrer
- Arthur Weber (Unternehmer) (1882–1962), deutscher Unternehmer
- Arthur Weber (Schriftsteller) (Pseudonym Ákos Németh; 1888–1928), österreichisch-slowakischer Schriftsteller, Hungarologe und Literaturhistoriker
- Arthur Weber (Tennisspieler) (* 1992), französischer Tennisspieler
- Arthur Richard Weber (1841–1920), deutscher Unternehmer und Kaufmann
- Artur Weber (1904–1985), deutscher General
- August Weber (General) (1795–1873), preußischer Generalmajor
- August Weber (Maler, 1817) (1817–1873), deutscher Maler
- August von Weber (1824–1888), deutscher Generalleutnant
- August Weber (Politiker, 1829) (1829–1900), deutscher Politiker, hessischer Finanzminister
- August Weber (Architekt, 1836) (1836–1903), österreichischer Architekt
- August Weber (Richter) (1859–1940), deutscher Jurist und Richter
- August Weber (Ingenieur) (1867–1924), Schweizer Hochschullehrer für mechanisch-technische und Baukonstruktionsfächer
- August Weber (1871–1957), deutscher Politiker (NLP, DStP), siehe Carl Wilhelm August Weber
- August Weber (Politiker, 1875) (1875–1963), deutscher Politiker (Zentrum)
- August Weber (Politiker, II), saarländischer Politiker (Zentrum)
- August Weber (Architekt, 1879) (1879–1954), deutscher Architekt
- August Weber (Maler, 1898) (1898–1957), Schweizer Maler, Graphiker und Radierer
- August Weber-Brauns (1887–1956), deutscher Maler
- August Gottlob Weber (1762–1807), deutscher Medizinprofessor an der Universität Rostock
- August Karl Weber (1859–1940), deutscher Jurist und Präsident des Verwaltungsgerichtshofs in Darmstadt
- Axel Weber (Leichtathlet) (1954–2001), deutscher Stabhochspringer
- Axel Weber (Wirtschaftswissenschaftler) (* 1954), deutscher Wirtschaftswissenschaftler und Hochschullehrer
- Axel A. Weber (* 1957), deutscher Wirtschaftswissenschaftler, Hochschullehrer und Bankmanager

### B
- Barbara Weber (* 1975), Schweizer Regisseurin und Intendantin
- Basil Weber (* 1989), schweizerisch-deutscher American-Football-Spieler
- Beat Weber (* 1955), Schweizer Theologe, Pfarrer und Autor
- Beate Läsch-Weber (* 1957), deutsche Politikerin (CDU)
- Beate Weber-Schuerholz (* 1943), deutsche Politikerin (SPD)
- Beatrice Weber-Dürler (* 1944), Schweizer Rechtswissenschafterin
- Beatrix Weber-Monecke (* 1950), deutsche Juristin
- Beda Weber (1798–1858), deutscher Schriftsteller und Theologe
- Ben Weber (1916–1979), US-amerikanischer Komponist
- Ben Weber (Schauspieler) (* 1972), US-amerikanischer Film- und Fernsehschauspieler
- Benedikt Weber (* 1974), deutscher Moderator und Synchronsprecher
- Benjamin Weber (* 1983), deutscher Fußballfunktionär
- Benno Weber, deutscher Sportjournalist
- Bernardine Weber (1919–2012), deutsche Holzbildhauerin und Ordensschwester
- Bernard Weber (* 1963), Schweizer Filmemacher und Produzent
- Bernd Weber (Puppenspieler) (1941–2007), deutscher Lehrer, Puppenspieler und Puppentheatergründer
- Bernd Weber (Leichtathlet), deutscher Sprinter
- Bernd Weber (Maler) (* 1959), deutscher Maler
- Bernd Weber (Neurowissenschaftler) (* 1976), deutscher Neurowissenschaftler
- Bernhard Weber (Komponist) (1912–1974), deutscher Chorkomponist und Chorleiter
- Bernhard Weber (Indologe) (Bernhard Weber-Brosamer; * 1953), deutscher Indologe und Museumsleiter
- Bernhard Weber (Biologe) (* 1956), deutscher Biologe, Humangenetiker und Hochschullehrer
- Bernhard Weber (Musikpädagoge) (* 1959), deutscher Musikpädagoge und Hochschullehrer
- Bernhard Weber (Politiker) (* 1963), österreichischer Politiker (GRÜNE) und Musiker
- Bernhard Weber (Spieleautor) (* 1969), deutscher Spieleautor
- Bernhard Anselm Weber (1764–1821), deutscher Komponist und Musiker
- Bernhard Georg Weber (1927–2002), Schweizer Orthopäde und Hochschullehrer
- Bertha Weber (1835–1903), deutsche Opernsängerin
- Berthold F. Weber (1954–2005), deutscher Architekt, Bauforscher und Archäologe
- Berti Breuer-Weber (1911–1989), deutsche Autorin und Grafikerin
- Bertrand Weber (1858–1945), Schweizer Unternehmer
- Bettina Weber (* 1996), österreichische Leichtathletin
- Billy Weber, US-amerikanischer Filmeditor
- Birgitta Weber (* 1962), deutsche Fernsehmacherin
- Brad Weber (* 1991), neuseeländischer Rugby-Union-Spieler
- Brigitta Weber (Historikerin) (* um 1936), deutsche Historikerin und Museumsleiterin
- Brigitta Weber (Malerin) (auch Brigitta Hüppi-Weber; * 1939), deutsche Malerin
- Brigitta Weber (Autorin) (* 1963), deutsche Autorin
- Brigitte Weber (* 1941), Schweizer Tänzerin, Tanzpädagogin und Choreografin, siehe Brigitte Matteuzzi
- Brigitte Weber (* 1965), deutsche Malerin
- Bruce Weber (* 1946), US-amerikanischer Fotograf und Filmproduzent
- Bruno Weber (Museumsleiter) (1909–1997), deutscher Museumsleiter und Naturschützer
- Bruno Weber (Mediziner) (1915–1956), deutscher Mediziner, Bakteriologe und SS-Angehöriger
- Bruno Weber (Künstler, 1931) (1931–2011), Schweizer Bildhauer und Architekt
- Bruno Weber (Künstler, 1954) (* 1954), Schweizer Maler und Scherenschneider
- Bruno August Weber (1918–1978), Schweizer Maler und Lithograf
- Burkhard Weber (Theologe) (1954–2016), deutscher Theologe
- Burkhard Weber (Journalist) (1956–2020), deutscher Sportjournalist
- Burkhard Weber (Schauspieler), Schauspieler

### C
- Cäcilia Weber (1727–1793), Schwiegermutter von Wolfgang Amadeus Mozart
- Camilla Weber (* 1970), deutsche Historikerin, Romanistin, Archivarin und Archivwissenschaftlerin
- Carl Weber (Architekt, 1820) (auch Charles Weber, Karel Weber; 1820–1908), deutsch-niederländischer Kirchenarchitekt
- Carl Weber (Architekt, 1855) (1855–1934), deutscher Architekt und Baubeamter
- Carl Weber (Maler, 1862) (1862–1902), deutscher Maler
- Carl Weber (Admiral) (1896–1975), Konteradmiral (Ing.)
- Carl Weber (Architekt, 1904) (1904–1987), deutscher Architekt
- Carl Weber (Regisseur) (1925–2016), deutscher Theaterregisseur
- Carl Weber-Landolt (1856–1942), Schweizer Ingenieur und Firmengründer
- Carl Albert Weber (1856–1931), deutscher Botaniker, Grünlandwissenschaftler und Moorforscher
- Carl August Weber (Sänger) (1842–1908), deutscher Sänger (Tenor)
- Carl August Weber (Anglist) (1895–1955), deutscher Anglist und Hochschullehrer
- Carl August Weber (Romanist) (1911–1955), deutscher Romanist und Übersetzer
- Carl David Weber (Unternehmer) (Charles Maria Weber; 1814–1881), US-amerikanischer Unternehmer und Stadtgründer
- Carl David Weber (1824–1907), deutscher Textilunternehmer
- Carl Emil Weber (1843–1898), deutscher Diplomat und Politiker, MdR
- Carl Maria von Weber (1786–1826), deutscher Komponist
- Carl Maria von Weber (Hauptmann) (1849–1897), deutscher Hauptmann und Schriftsteller
- Carl Maria Weber (1890–1953), deutscher Schriftsteller
- Carl Philipp Weber (1850–1921), US-amerikanischer Maler
- Carl Wilhelm Weber (* 1950), deutscher Altphilologe und Althistoriker, siehe Karl-Wilhelm Weeber
- Carl Wilhelm August Weber (1871–1957), deutscher Bankier und Politiker (NLP, DStP)
- Carlo Weber (Architekt) (1934–2014), deutscher Architekt und Hochschullehrer
- Carlo Weber (Jurist) (1951–2023), deutscher Staatsanwalt und Verfassungsschutzbeamter
- Carlo Weber (Politiker) (* 19..), luxemburgischer Politiker (LSAP)
- Carlo Mor von Weber (1898–1984), deutsche Autorin, Grafikerin, Fotografin und Journalistin
- Carlos Javier Weber (* 1966), argentinischer Volleyballspieler und -trainer
- Caroline von Weber, Ehename von Caroline Brandt (um 1793–1852), deutsche Schauspielerin und Sängerin
- Caroline Weber (* 1986), österreichische Rhythmische Sportgymnastin
- Carsten Schmidt-Weber (* 1967), deutscher Allergologe, Immunologe und Hochschullehrer
- Charlie Weber (* 1978), US-amerikanischer Schauspieler
- Céline Weber (* 1974), Schweizer Politikerin der GLP
- Charlotte Weber (Musikerin) (1779–um 1842), deutsche Harfenistin
- Charlotte Weber (1912–2000), Schweizer Flüchtlingshelferin
- Christian Weber (Philosoph) (1728–1762), deutscher Theologe
- Christian Weber (Unternehmer) (1840–1939), deutscher Kaufmann und Gründer der Karlsberg-Brauerei
- Christian Weber (NS-Funktionär) (1883–1945), deutscher Politiker (NSDAP), MdR, SS-Brigadeführer, Münchener Ratsherr
- Christian Weber (Politiker, 1898) (1898–1969), deutscher Politiker (CDU)
- Christian Weber (Politiker, 1946) (1946–2019), deutscher Politiker (SPD)
- Christian Weber (Eishockeyspieler) (* 1964), Schweizer Eishockeyspieler und -trainer
- Christian Weber (Mediziner) (* 1967), deutscher Kardiologe
- Christian Weber (Langstreckenläufer) (* 1970), deutscher Langstreckenläufer
- Christian Weber (Kontrabassist) (* 1972), Schweizer Kontrabassist
- Christian Weber (Fußballspieler, 1983) (* 1983), deutscher Fußballspieler
- Christian Weber (Fußballspieler, 1986) (* 1986), österreichischer Fußballspieler
- Christian Ernst Friedrich Weber (1786–1849), deutscher Kaufmann und Ratsherr
- Christian Franz von Weber (1785–1862), deutscher Generalleutnant
- Christian Ludwig Weber (1806–1879), Verwaltungsbeamter, Landrat in verschiedenen kurhessischen, später preußischen Landkreisen
- Christian-Ludwig Weber-Lortsch (* vor 1954), deutscher Diplomat
- Christiane Weber (Journalistin) (* 1957), deutsche Journalistin
- Christiane Weber (Ruderin) (* 1959/1960), deutsche Ruderin
- Christiane Weber (Fechterin) (* 1962), deutsche Fechtsportlerin
- Christiane Weber (Architektin) (* 1973), deutsche Architektin, Kunsthistorikerin und Hochschullehrerin
- Christiane Weber (Musikerin) (1975–2012), deutsche Sängerin, Musikkabarettistin und Texterin
- Christine Weber (* 1948), deutsche Politikerin (CDU), MdL, sächsische Staatsministerin
- Christine Marie Weber (* 2003), deutsche Säbel-Fechterin
- Christoph Weber (Bischof) (1560–1633), deutscher Geistlicher, Weihbischof in Mainz
- Christoph Weber (Mediziner) (1734–1787), deutscher Mediziner
- Christoph Weber (Bibliothekar) (1883–1958), deutscher Bibliothekar
- Christoph Weber (Historiker) (* 1943), deutscher Historiker
- Christoph Weber (Jurist) (* 1958), deutscher Rechtswissenschaftler und Hochschullehrer
- Christoph Weber (Politiker) (* 1965), deutscher Diplom-Ingenieur und Bürgermeister
- Christoph Weber (Regisseur) (* 1967), deutscher Regisseur und Drehbuchautor
- Christoph Weber-Berg (* 1964), Schweizer Pfarrer und Wirtschaftsethiker
- Christoph Jacob Weber (1767–1832), deutscher Politiker, Landtagsabgeordneter Großherzogtum Hessen
- Christopher Weber (* 1991), deutscher Bobfahrer
- Clara Weber (1865–1919), deutsche Opernsängerin (Mezzosopran, Alt)
- Claudia Weber (Judoka) (* 1967), deutsche Judoka
- Claudia Weber (Historikerin) (* 1969), Historikerin für Europäische Zeitgeschichte
- Claudia Weber (Hörspielautorin) (* 1976), deutsche Hörspielautorin und -regisseurin
- Claudia Weber (Snookerspielerin) (* 1976), Schweizer Snookerspielerin
- Claudius Weber (* 1978), deutscher Fußballspieler
- Claus Weber-Höller (1924–2020), deutscher Mediziner und Generalarzt
- Cleberson Weber (* 1984), brasilianischer Radrennfahrer
- Clemens Weber (1905–2008), deutscher Architekt
- Constantin Weber (1885–1976), deutscher Maschinenbauingenieur und Hochschullehrer
- Cornelia Weber-Lehmann (* ≈1951), deutsche Klassische Archäologin und Etruskologin

### D
- Damaris Weber (* 2002), Schweizer Unihockeyspielerin
- Dana Weber (* 1969), deutsche Tischtennisspielerin und -trainerin
- Daniel Weber (Fußballtrainer) (* 1973), deutscher Fußballtrainer
- Daniel Weber (Fußballspieler) (* 1990), österreichischer Fußballspieler
- Daniel Weber (Musiker) (* 1989), deutscher Jazzschlagzeuger und Hörspielkomponist
- Daniel Adolf Weber (1730–1794), deutscher Politiker, Bürgermeister von Elberfeld
- David Weber (eigentlich David Robert Winterfeld; 1899–1978), deutscher Komponist, Textdichter, Sänger und Schauspieler, siehe Robert Gilbert
- David Weber (* 1952), US-amerikanischer Autor
- David Weber (Kabarettist) (* 1990), deutscher Musiker und Komiker
- Debora Weber-Wulff (* 1957), deutsch-amerikanische Expertin für die Erkennung von Plagiaten
- Dewey Weber (1938–1993), US-amerikanischer Surfer
- Dick Weber (1929–2005), US-amerikanischer Bowlingspieler
- Dieter Weber (Pianist) (1931–1976), deutscher Pianist und Musikpädagoge
- Dieter Weber (Fußballspieler) (* 1939), deutscher Fußballspieler
- Dieter Weber (Fußballspieler, 1941), (* 1941), deutscher Fußballtorhüter
- Dieter Weber (General) (* 1948), Schweizer Brigadier
- Dietrich Weber (1935–2008), deutscher Literaturwissenschaftler
- Dmitri Witaljewitsch Weber (* 1999), russischer Fußballspieler
- Doina Weber (* 1956), deutsche Schauspielerin
- Dominik Weber (Maler) (1819–1887), deutscher Maler
- Dominik Weber (Schauspieler) (* 1984), deutscher Schauspieler
- Dominik Alois von Weber (1744–1827), Schweizer Politiker und Offizier
- Dominik Benedikt von Weber (1689–1766), Schweizer Prinzenerzieher und Naturwissenschaftler
- Dominik Paul Weber (* 1986), deutscher Schauspieler
- Dorothea Weber (* 1957), österreichische Klassische Philologin

### E
- Eberhard Weber (Musiker) (* 1940), deutscher Jazzbassist und Komponist
- Eberhard Weber (Rennfahrer), deutscher Motorradrennfahrer
- Ed Weber (1931–2023), US-amerikanischer Politiker
- Edgard Weber (* 1943), französischer Historiker und Islamwissenschaftler
- Edith Weber (* 1941), deutsche Gewerkschafterin (FDGB)
- Edmund von Weber (1766–1830), deutscher Komponist
- Edmund Weber (Politiker) (1897–1970), deutscher Politiker (SPD)
- Edmund Weber (Journalist) (1900–1949), österreichischer Journalist
- Edmund Weber (Theologe) (* 1939), deutscher Theologe und Religionswissenschaftler
- Edouard Weber (vor 1946–2009), Schweizer Architekt
- Eduard Weber (Buchhändler) (1791–1868), deutscher Buchhändler
- Eduard Weber (Bildhauer) (1865–um 1940), deutscher Bildhauer
- Eduard von Weber (1870–1934), deutscher Mathematiker
- Eduard Weber (Manager) (1901–1970), Schweizer Jurist und Post- und Telekommunikationsmanager
- Eduard Weber-Andreae (1876–1943), deutscher Industriemanager
- Eduard Weber von Webersfeld (1812–1847), österreichischer Tanzlehrer und Musiker
- Eduard Friedrich Weber (Mediziner) (1806–1871), deutscher Physiologe und Anatom
- Eduard Friedrich Weber (Kunstsammler) (1830–1907), deutscher Unternehmer und Kunstsammler
- Eduard M. W. Weber (Eduard Maria Wilhelm Weber; * 1922), deutscher Neurochirurg
- Edwin Weber (Chemiker) (1946–2020), deutscher Chemiker
- Edwin Ernst Weber (* 1958), deutscher Archivar
- Eicke Weber (* 1949), deutscher Physiker
- Eilika Weber-Ban (* 1968), deutsche Biochemikerin
- Ekkehard Weber (* 1940), österreichischer Althistoriker, Epigraphiker und Altphilologe
- Ela Weber (* 1966), deutsche Moderatorin und Sängerin
- Elisabeth Weber-Fülöp (1883–1966), österreichische Portrait-, Landschafts-, Stillleben- und Interieur-Malerin
- Elke Weber (Badminton) (* 1956), deutsche ehemalige Badmintonspielerin
- Elke Weber-Moore (* 1964), deutsche Filmregisseurin und Drehbuchautorin
- Elke Pahl-Weber (* 1952), deutsche Architektin, Stadtplanerin und Hochschullehrerin
- Elke U. Weber (* 1957), deutsch-kanadische Psychologin und Hochschullehrerin (Princeton University)
- Ella Weber (1860–nach 1914), österreichische Bildhauerin
- Ellen Weber (Schauspielerin) (1906–1992), deutsche Schauspielerin und Opernsängerin (Sopran)
- Ellen Weber (Pharmakologin) (1929–1992), deutsche Pharmakologin
- Ellen Weber (Politikerin) (* 22. April 1930), Gründungsmitglied und zeitweilig stellvertretende Parteivorsitzende der DKP
- Ellen Weber (Leichtathletin), deutsche Leichtathletin
- Else Weber (1893–1994), deutsche Malerin
- Emil Weber (Maler) (1872–1945), Schweizer Maler
- Emil Weber (Lehrer) (1877–1944), deutscher Lehrer, Schriftsteller und Herausgeber
- Emil Weber (Botaniker) (1877–1961), Schweizer Lehrer und Botanist
- Emil Weber (Politiker, 1878) (1878–1936), österreichischer Politiker (SDAP)
- Emil Weber (Architekt) (1879–1945), Schweizer Architekt
- Emil Weber (Theologe, 1887) (1887–1949), deutscher katholischer Theologe und Hochschullehrer
- Emil Weber (Politiker, 1907) (1907–nach 1975), deutscher Politiker (CVP, CDU)
- Emil Weber (Fußballspieler) (* 1922), deutscher Fußballspieler (FK Pirmasens 1947–61)
- Emil Weber (Theologe, 1935) (1935–2007), Schweizer Theologe, Pfarrer und Übersetzer
- Emil Weber (Leichtathlet), Schweizer Hürdenläufer
- Emil Moritz Weber (1838–1905), deutscher Ingenieur und Wasserbaudirektor
- Emma Weber (* 2004), US-amerikanische Schwimmerin
- Emma Weber-Scipio (1912–1989), österreichische Pianistin und Klavierpädagogin
- Enzo Weber (* 1980), deutscher Wirtschaftswissenschaftler
- Eric Weber (* 1963), Schweizer Journalist und Politiker
- Erich Weber (General) (1860–1933), deutscher General der Infanterie
- Erich Weber (Verleger) (1885–1961), deutscher Verleger, Autor und Konditor
- Erich Weber (Schriftsteller) (1899–1928), deutscher Schriftsteller
- Erich Weber (Politiker) (1901–1972), deutscher Arzt und Politiker (FDP), MdA Berlin
- Erich Weber (Architekt, 1927) (1927–2016), deutscher Architekt
- Erich Weber (Architekt, 1936) (* 1936), Schweizer Architekt
- Erich Weber (Kirchenmusiker) (* 1937), deutscher Kirchenmusiker und Komponist
- Erich Weber-Bleyle (1911–1990), deutscher Unternehmer
- Erich R. Weber (* 1962), deutscher Musiker, Dirigent, Komponist und Autor
- Erik Weber (* 1988), deutscher Volleyballspieler
- Erna Weber (1897–1988), deutsche Biomathematikerin
- Ernesto Weber (1925–2008), Schweizer Typograf, Grafiker und Maler
- Ernst Weber (Kaufmann) (1769–1834), deutscher Kaufmann und Fabrikant
- Ernst von Weber (1830–1902), deutscher Reiseschriftsteller und Tierschützer
- Ernst Weber (Bibliothekar) (1863–1954), deutscher Bibliothekar
- Ernst Weber (Landrat) (1872–1937), deutscher Verwaltungsjurist, Landrat des Kreises Wehlau
- Ernst Weber (Pädagoge) (1873–1948), deutscher Pädagoge und Schriftsteller
- Ernst Weber (Mediziner, 1875) (1875–1925), deutscher Mediziner, Physiologe und Hochschullehrer
- Ernst Weber (Politiker, 1877) (1877–nach 1951), deutscher Politiker (DDP)
- Ernst Weber (Bankkaufmann) (1881–1967), Schweizer Bankkaufmann, Präsident des Direktoriums der Schweizerischen Nationalbank
- Ernst Weber (Bildhauer) (1886–1948), elsässischer Bildhauer
- Ernst Weber (General) (1895–1969), deutscher Generalmajor der Luftwaffe
- Ernst Weber (Ingenieur) (1901–1996), US-amerikanischer Ingenieur
- Ernst Weber (Architekt) (1902–1972), Schweizer Architekt
- Ernst Weber (Unternehmer) (1905–1986), Schweizer Unternehmer und Firmengründer
- Ernst Weber (Politiker, 1906) (1906–1997), Schweizer Politiker (SP), Nationalrat
- Ernst Weber (Leichtathlet) (1909–1996), deutscher Marathonläufer
- Ernst Weber (Mediziner, 1914) (1914–2010), Schweizer Augenarzt
- Ernst Weber (Politiker, 1921) (1921–1994), deutscher Politiker (SPD), ehemaliger Oberbürgermeister von Osnabrück
- Ernst Weber (Mediziner, 1923) (1923–1984), Schweizer Psychiater
- Ernst Weber (Maler, 1925) (1925–2008), Schweizer Maler
- Ernst Weber (Künstler) (* 1934), Schweizer Pädagoge und Holzschneider
- Ernst Weber (Volksmusikforscher) (* 1936), österreichischer Volksmusikforscher
- Ernst Weber (Fußballtrainer) (1948–2011), österreichischer Fußballtrainer
- Ernst Christian Wilhelm Weber (1796–1865), deutscher Pädagoge und Philologe
- Ernst Heinrich Weber (1795–1878), deutscher Physiologe
- Ernst-Hinrich Weber (* 1936), deutscher Politiker (CDU) und Staatssekretär
- Ernst Karl Weber (1880–1973), Schweizer Astronom und Kartograph
- Erwin Weber (* 1959), deutscher Rallyefahrer
- Esther Weber (* 1967), deutsche Rollstuhlfechterin
- Eugen Weber (Admiral) (1860–1929), deutscher Konteradmiral
- Eugen Weber (1925–2007), US-amerikanischer Historiker
- Eugénie Segond-Weber (1867–1945), Schauspielerin
- Eva Weber (Politikerin) (* 1977), deutsche Politikerin (CSU)
- Eva Weber (Schauspielerin), deutsche Schauspielerin
- Eva Weber-Guskar (* 1977), deutsche Philosophin
- Eva Wunsch-Weber (* 1964), deutsche Bankmanagerin und Vorstandsvorsitzende der Frankfurter Volksbank
- Evarist Adam Weber (1887–1968), deutscher Maler
- Ewald Weber (1876–1944), deutscher Veterinärmediziner
- Ewald Weber (Gewerkschafter), deutscher Gewerkschafter
- Ewald Weber (Biologe) (* 1960), deutscher Biologe und Autor

### F
- Fabienne Weber (* 1991), deutsche Fußballtorhüterin
- Felix Weber (Verleger) (1845–1906), deutscher Verleger und Redakteur
- Felix Weber (Autor) (* 1959), niederländischer Autor, Pseudonym von Gauke Andriesse
- Felix Weber (Musikproduzent) (* 1960), deutscher Musikproduzent und Songwriter
- Felix Weber (Künstler) (* 1965), deutscher Künstler
- Felix Weber (Leichtathlet) (* 1987), deutscher Langstreckenläufer
- Felix Weber (Volleyballspieler) (* 1989), deutscher Volleyballspieler
- Felix Weber (Fußballspieler) (* 1995), deutscher Fußballspieler
- Felix Ludwig von Weber (1713–1773), Schwyzer Landammann und Kanzler des Klosters Einsiedeln
- Ferdinand Weber (Instrumentenbauer) (1715–1784), deutscher Musikinstrumentenbauer
- Ferdinand Weber (Mediziner) (1812–1860), deutscher Mediziner und Autor
- Ferdinand Weber von Ebenhof (1819–1893), böhmischer Mediziner, Geburtshelfer und Hochschullehrer
- Ferdinand Weber (Politiker) (1829–1901), deutscher Politiker, MdL Nassau
- Ferdinand Adolf Weber (F. A. Weber), deutscher Sprachwissenschaftler
- Ferdinand Wilhelm Weber (1836–1879), deutscher Theologe und Judaist
- Florence Weber (* 1958), französische Soziologin und Anthropologin
- Florian Weber (Politiker, 1963) (* 1963), deutscher Politiker (BP)
- Florian Weber (Rockmusiker) (* 1974), deutscher Rockmusiker
- Florian Weber (Moderator) (* 1976), deutscher Fernsehmoderator
- Florian Weber (Pianist) (* 1977), deutscher Jazzmusiker
- Florian Weber (Schauspieler) (* 1980), deutscher Schauspieler, Regisseur und Autor
- Florian Weber (Politiker, 1981) (* 1981), Schweizer Politiker (FDP)
- Florian Weber (Geograph) (* 1983), deutscher Geograph und Europawissenschaftler
- Francesca Weber (* 1989), deutsche Fußballspielerin
- Frank Weber (Manager, 1961) (* 1961), deutscher Ingenieur und Industriemanager (Daimler)
- Frank Weber (Radsportler) (* 1963), deutscher Radsportler
- Frank Weber (Manager, 1966) (* 1966), deutscher Ingenieur und Industriemanager (BMW)
- Frank Weber (Moderator) (* 1967), deutscher Fernsehmoderator
- Frank Weber (Fußballspieler)  (* 1968), deutscher Fußballspieler
- Frank Weber (Politiker) (* 1969), deutscher Politiker (SPD)
- Franz Weber (Dirigent) (1805–1876), deutscher Dirigent und Musiklehrer
- Franz von Weber (Politiker, 1812) (1812–1874), deutscher Jurist und Politiker (DP), MdR
- Franz Weber (Politiker, 1816) (1816–1896), deutscher Kaufmann und Politiker, MdL Hessen
- Franz Weber (Politiker, 1824) (1824–1902), deutscher Politiker (Zentrum), MdL Baden
- Franz Weber (Orgelbauer) (1825–1914), Tiroler Orgelbauer
- Franz Weber (Politiker, 1826) (1826–1908), österreichischer Pfarrer und Politiker, MdL Mähren
- Franz Weber (Politiker, 1835) (1835–1904), deutscher Politiker (Zentrum), MdR
- Franz Weber (Jurist) (1845–1918), deutscher Jurist und Schriftsteller
- Franz Weber (Politiker, 1850) (1850–1916), deutscher Politiker, Oberbürgermeister von Konstanz
- Franz Weber (Mediziner) (1877–1933), deutscher Gynäkologe und Hochschullehrer
- Franz Weber (Architekt) (1879–1935), deutscher Architekt
- Franz von Weber (Chemiker) (1881–1960), Schweizer Chemiker
- Franz Weber (Bibliothekar) (1881–1962), deutscher Bibliothekar und Medailleur
- Franz Weber (Fußballspieler, 1888) (1888–1947), österreichischer Fußballspieler, Nationalspieler und Olympiateilnehmer
- Franz Weber (Schauspieler) (1888–1962), deutscher Schauspieler
- Franz Weber (Philosoph) (1890–1975), slowenischer Philosoph
- Franz Weber (Staatssekretär) (1894–1955), deutscher Jurist und Staatssekretär
- Franz Weber (Fotograf) (1898–1984), deutscher Fotograf und Dokumentar
- Franz Weber (Politiker, 1910) (1910–1989), österreichischer Politiker (SPÖ), Bezirksvorsteher in Wien
- Franz Weber (Politiker, 1920) (1920–2001), österreichischer Offizier, Agent und Politiker (ÖVP)
- Franz Weber (Umweltschützer) (1927–2019), Schweizer Umweltschützer
- Franz Weber (Theologe) (* 1945), österreichischer Theologe und Missionswissenschaftler
- Franz Weber (Politiker, 1947) (* 1947), deutscher Politiker
- Franz Weber (Skirennläufer) (* 1956), österreichischer Skirennläufer
- Franz Weber (Fußballspieler, 1957) (* 1957), deutscher Fußballspieler
- Franz Weber (Fußballspieler, 1965) (* 1965), österreichischer Fußballspieler
- Franz Weber-Berg (1923–2017), deutscher Maler und Grafiker
- Franz Anton von Weber (1734–1812), deutscher Musiker, Kapellmeister und Theaterdirektor
- Franz Carl Weber (Unternehmer) (1855–1948), deutsch-schweizerischer Unternehmensgründer, siehe Franz Carl Weber
- Franz Dominik von Weber (1717–1793), Schweizer Offizier und Militärunternehmer
- Franz Edmund von Weber (1766–nach 1831), deutscher Komponist und Musiker
- Franz Fridolin Weber (1733–1779), deutscher Amtmann, Schwiegervater von Wolfgang Amadeus Mozart
- Franz-Josef Weber (Biathlet) (* 1952), österreichischer Biathlet
- Franz-Josef Weber (Leichtathlet) (* 1962), deutscher Leichtathlet
- Franz Sylvester Weber (1876–1947), österreichischer Dichter, Lehrer und Heimatforscher
- Franz Thomas Weber (1761–1828), deutscher Zeichner und Radierer
- Franz Xaver von Weber (Politiker, 1669) (1669–1731), Schweizer Politiker
- Franz Xaver von Weber (Politiker, 1766) (1766–1843), Schweizer Politiker
- Franz Xaver von Weber (Militär) (1808–1862), Schweizer Militär
- Franz Xaver Weber (1831–1887), österreichisch-deutscher Maler
- Franziska Weber (* 1989), deutsche Kanutin, siehe Franziska John
- Frédéric Albert Constantin Weber (1830–1903), französischer Arzt und Botaniker
- Frederick Weber (Fechter) (Frederick Regenia Weber; 1905–1994), US-amerikanischer Fechter und Mederner Fünfkämpfer
- Frederick Clarence Weber (1878–1980), US-amerikanischer Chemiker
- Frederick Parkes Weber (1863–1962), britischer Dermatologe
- Fredy Weber (1926–1996), Schweizer Tonjäger und Radiopionier
- Frida Weber-Flessburg (1890–1943), deutsche Sängerin (Sopran)
- Friedemann Weber (* 1965), deutscher Veterinärmediziner, Virologe und Hochschullehrer
- Friedl Weber (1886–1960), österreichischer Pflanzenphysiologe
- Friedrich Weber (Mediziner) (1781–1823), deutscher Mediziner, Botaniker und Entomologe
- Friedrich Weber (Richter) (1803–1873), hessischer Richter und Politiker (NLP) und Abgeordneter der 2. Kammer der Landstände des Großherzogtums Hessen
- Friedrich Weber (Kupferstecher) (1813–1882), Schweizer Kupferstecher
- Friedrich Weber (Musiker) (1819–1909), deutscher Organist und Komponist, britischer Hoforganist
- Friedrich Weber (Ökonomierat) (1841–1917), deutscher Ökonomierat
- Friedrich Weber (Politiker, 1866) (1866–1930), deutscher Politiker (SPD), MdL Baden
- Friedrich Weber (Geologe) (1878–1959), auch Tödi-Weber, Schweizer Geologe
- Friedrich Weber (Politiker, 1883) (1883–1968), deutscher Jurist und Politiker (DVP), MdL Mecklenburg-Strelitz
- Friedrich Weber (Tiermediziner) (1892–1955), deutscher Veterinärmediziner, Bundesführer vom Bund Oberland
- Friedrich Weber (Generalleutnant) (1892–1974), deutscher General
- Friedrich Weber (Jurist) (1905–1996), deutscher Jurist und Hochschullehrer
- Friedrich Weber (Theologe) (1949–2015), deutscher lutherischer Theologe und Bischof
- Friedrich August Weber (1753–1806), deutscher Arzt, Schriftsteller und Komponist
- Friedrich August Weber (Mediziner, 1873)  (1873–1963), deutscher Mediziner
- Friedrich Benedict Weber (1774–1848), deutscher Kameralwissenschaftler
- Friedrich Christian Weber († um 1739), deutscher Diplomat
- Friedrich Dionys Weber (1766–1842), böhmischer Komponist und Musikpädagoge
- Friedrich Eugen Weber-Liel (1832–1891), deutscher Ohrenarzt
- Friedrich Percy Weber (1844–1895), deutscher Schriftsteller und Redakteur
- Friedrich Wilhelm Weber (1813–1894), deutscher Arzt und Epiker
- Friedrich-Wilhelm Weber (1896–1978), deutscher Politiker (BDV, FDP)
- Fritz Weber (1883–1968), deutscher Jurist und Politiker (DVP), MdL Mecklenburg-Strelitz, siehe Friedrich Weber (Politiker, 1883)
- Fritz Weber (Politiker, 1894) (1894–1944), deutscher Politiker (SPD), MdL Danzig
- Fritz Weber (Schriftsteller) (1895–1972), österreichischer Schriftsteller und Erzähler
- Fritz Weber, Pseudonym von Heinrich Wiatrek (1896–1945), deutscher Politiker (KPD)
- Fritz Weber (Parteifunktionär) (1896–nach 1958), deutscher Parteifunktionär (SED)
- Fritz Weber (Politiker, II), deutscher Politiker (SPD), Oberbürgermeister von Zwickau
- Fritz Weber (Unternehmer, 1905) (1905–nach 1970), deutscher Fabrikant
- Fritz Weber (Unternehmer, 1908) (1908–1994), deutscher Fabrikant
- Fritz Weber (Komponist) (1909–1984), deutscher Komponist
- Fritz Weber (Politiker, 1911) (1911–1998), deutscher Politiker (FDP/DVP), MdB
- Fritz Weber (Architekt) (1917–2001), österreichischer Architekt und Hochschullehrer
- Fritz Weber (Politiker, 1920) (1920–2000), deutscher Politiker (SPD)
- Fritz Weber (Journalist) (1925–2019), deutscher Sportjournalist
- Fritz Weber (Agraringenieur) (1928–1977), Schweizer Agraringenieur und Hochschullehrer
- Fritz Weber (Fußballspieler) (1931–1989), deutscher Fußballtorwart
- Fritz Weber (Wirtschaftshistoriker) (1947–2020), österreichischer Wirtschaftshistoriker
- Fritz Weber (Politiker, 1968) (* 1968), Schweizer Politiker (SVP), Mitglied des Glarner Landrates
- Fritz Weber-Worni (* 1931), Schweizer Politiker (FDP)
- Fritz Peters-Weber (1872–1916), deutscher Maler
- Fritz J. J. Weber (1876–1965), Schweizer Maschineningenieur und Verbandsgründer

### G
- Gabi Weber (* 1955), deutsche Politikerin (SPD)
- Gábor Wéber (* 1971), ungarischer Automobilrennfahrer
- Gabriel Weber (1852–1918), Schweizer Komponist und Musikdirektor
- Gabriele Weber (* 1954), deutsche Publizistin, siehe Gaby Weber
- Gabriele Weber (* 1955), deutsche Politikerin (SPD), siehe Gabi Weber
- Gabriele Weber (Skirennläuferin), österreichische Skirennläuferin
- Gabriele Weber-Jenisch (* 1962), deutsche Archäologin
- Gaby Weber (* 1954), deutsche Publizistin
- Garrett Weber-Gale (* 1985), US-amerikanischer Schwimmer
- Genovefa Weber (1764–1798), deutsche Sängerin und Schauspielerin
- Georg Weber (Komponist, um 1538) (um 1538–1599), deutscher Komponist
- Georg Weber (Komponist, um 1610) (um 1610–nach 1653), deutscher Komponist
- Georg Weber (Politiker, 1791) (1791–1862), deutscher Politiker, MdL Hessen
- Georg Weber (Historiker) (1808–1888), deutscher Philologe und Historiker
- Georg Weber (Mediziner) (1816–1891), deutscher Arzt
- Georg Weber (Schauspieler, 1842) (1842–1899), deutscher Schauspieler
- Georg Weber (Schauspieler, 1862) (1862–nach 1902), deutscher Schauspieler
- Georg Weber (Maler) (1884–1978), Schweizer Maler
- Georg Weber (Politiker, 1892) (1892–1964), deutscher Politiker, Oberbürgermeister von Ingolstadt
- Georg Weber (Anglist) (1894–1957), deutscher Anglist, Linguist und Hochschullehrer
- Georg Weber (Unternehmer) (1910–1986), deutscher Unternehmer
- Georg Weber (Mediziner, 1910) (1910–1993/1994), deutscher Chirurg
- Georg Weber (Autor) (* 1950), Schweizer Autor
- Georg Weber (Schauspieler, 1955) (* 1955), deutscher Drehbuchautor, Schauspieler und Regisseur
- Georg Anton Weber (1846–1915), deutscher Geistlicher, Lehrer und Kunsthistoriker, siehe Anton Weber (Geistlicher)
- Georg Heinrich Weber (1752–1828), deutscher Arzt und Botaniker
- Georg Leonhard Weber (1665/1670–1732), deutscher Bildhauer
- Georg Michael Weber (1768–1845), deutscher Jurist
- Georg Viktor Weber (1838–1911), deutscher Priester, Domkapellmeister und Komponist
- Georges Weber (1919–2008), Schweizer Architekt
- Gerard Weber (* 1941), niederländischer Fußballspieler und -trainer
- Gerd Weber (General) (* 1933), deutscher Generalmajor
- Gerd Weber (* 1956), deutscher Fußballspieler
- Gerd Rainer Weber (* 1966), deutscher Politiker (Piraten, SPD)
- Gerda Weber (1923–2021), deutsche Lehrerin und Autorin
- Gerhard Weber (Sportfunktionär) (1881–nach 1943), deutscher Jurist und Sportfunktionär
- Gerhard Weber (General) (1898–1944), deutscher Generalmajor
- Gerhard Weber (Mediziner, 1898) (1898–1973), deutscher Kinderarzt und Hochschullehrer
- Gerhard Weber (Architekt) (1909–1986), deutscher Architekt und Hochschullehrer
- Gerhard Weber (Schriftsteller) (1913–1998), deutscher Schriftsteller und Übersetzer
- Gerhard Weber (Mediziner, 1914) (1914–2009), Schweizer Neurochirurg
- Gerhard Weber (Physiker) (1921–2016), deutscher Physiker und Hochschullehrer
- Gerhard Weber (Politiker, 1932) (* 1932), deutscher Politiker (FDP)
- Gerhard Weber (Fotograf, 1940) (* 1940), deutscher Fotograf, Fotojournalist und Fotografiker
- Gerhard Weber (Unternehmer) (Gerry Weber; 1941–2020), deutscher Unternehmer
- Gerhard Weber (Politiker, 1943) (1943–1997), deutscher Politiker (CDU)
- Gerhard Weber (Fotograf, 1948) (* 1948), deutscher Fotograf und Archivar
- Gerhard Weber (Psychologe) (* 1948), deutscher Psychologe und Hochschullehrer
- Gerhard Weber (Archäologe) (* 1950), deutscher Archäologe
- Gerhard Weber (Intendant) (* 1950), deutscher Theaterintendant
- Gerhard Weber (Ringer), deutscher Ringer und Trainer
- Gerhard Friedrich Weber-Benzing (1918–1999), deutscher Heimatforscher
- Gerhard W. Weber (* 1961), österreichischer Anthropologe und Hochschullehrer
- Gerhard-Wilhelm Weber (* 1960), deutscher Mathematiker und Hochschullehrer
- Gerhild Weber (1918–1996), deutsche Schauspielerin
- Gerlind Weber (* 1952), österreichische Soziologin, Raumplanerin und Hochschullehrerin
- Gert Weber (Journalist) (1927–2010), deutscher Schneider, Journalist und Autor
- Gert Weber (Maler) (* 1951), deutscher Maler
- Gert M. Weber (* 1947), deutscher Architekt, Designer, Schriftsteller und Künstler
- Glenna Weber (* 1991), deutsche Schauspielerin und Sängerin
- Godwin Weber (1902–1990), deutscher Maler
- Gottfried Weber (Musiker) (1779–1839), deutscher Musiktheoretiker, Komponist, Richter und Politiker, MdL Hessen
- Gottfried Weber (Politiker, 1780) (1780–1852), deutscher Politiker, MdL Baden
- Gottfried Weber (Philologe) (1897–1981), deutscher Philologe
- Gottfried Weber (General) (1899–1958), deutscher Generalmajor
- Gottfried Weber (Fußballspieler) (1914–??), deutscher Fußballtorhüter
- Gotthilf Weber (1900–1987), deutscher Pfarrer und Herausgeber
- Gottlieb Weber (1910–1996), Schweizer Radrennfahrer
- Gottwalt Weber (1869–1934), deutscher Schriftsteller
- Grant Weber, US-amerikanischer Biathlet
- Gregor Weber (Historiker) (* 1961), deutscher Althistoriker
- Gregor Weber (Schauspieler) (* 1968), deutscher Schauspieler
- Gregorio Weber (1916–1997), argentinisch-US-amerikanischer Biochemiker
- Guido Weber (1930–2015), deutscher Schauspieler und Synchronsprecher
- Günter Weber (Flugzeugkonstrukteur) (1921–1975), deutscher Flugzeugkonstrukteur
- Günter Weber (Politiker) (1935–2024), deutscher Politiker (SPD)
- Günter Weber (Fußballspieler) (1952–2023), deutscher Fußballspieler
- Günther Weber (* 1947), deutscher Maschinenbauunternehmer
- Gustav Weber (Mediziner) (1828–1912), deutsch-US-amerikanischer Chirurg
- Gustav Weber (Bildhauer) (1842–1917), deutscher Bildhauer und Mundartdichter
- Gustav Weber (Komponist) (1845–1887), Schweizer Komponist, Musiker und Dirigent
- Gustav Weber (Physiker, 1858) (1858–1913), Schweizer Physiker, Politiker und Musiker
- Gustav Weber (Intendant) (1904–nach 1959), deutscher Rundfunkintendant
- Gustav Weber (Physiker, 1925) (1925–2011), deutscher Physiker und Hochschullehrer

### H
- Hannelore Weber (* 1955), deutsche Psychologin
- Hannes Weber (Fußballspieler) (* 1969), österreichischer Fußballspieler
- Hannes Weber (Konditor) (* 1979), deutscher Konditor
- Hanns-Joachim Weber (1913–1942), deutscher Komponist und Lehrer
- Hanns-Jörn Weber (1941–2021), deutscher Schauspieler und Hörspielsprecher
- Hans Weber (Jurist) (1839–1918), Schweizer Jurist, Richter, Journalist und Politiker
- Hans Weber (Schauspieler) (1872–nach 1912), deutscher Schauspieler
- Hans von Weber (1872–1924), deutscher Verleger und Kunstmäzen
- Hans Weber (Komponist, 1886) (1886–1973), österreichischer Komponist und Dirigent
- Hans Weber (Politiker, I) († 1932), deutscher Politiker (NSDAP), MdL Bayern
- Hans Weber (Geologe) (1892–1965), deutscher Geologe und Hochschullehrer
- Hans Weber (Politiker, 1895) (1895–1986), deutscher Politiker (KPD)
- Hans Weber (Forstwirtschaftswissenschaftler) (1898–1961), deutscher Forstwirtschaftswissenschaftler
- Hans Weber (Bankier) (1899–1966), deutscher Bankier
- Hans Weber (Komponist, 1905) (1905–1990), österreichischer Pianist, Komponist und Klavierpädagoge
- Hans Weber (Politiker, 1908) (1908–1981), Schweizer Politiker (BGB)
- Hans Weber (Jurist, 1909) (1909–1981), deutscher Jurist und SA-Mitglied
- Hans Weber (Botaniker) (1911–2006), deutscher Botaniker
- Hans Weber (Unternehmer, 1912) (1912–2000), deutscher Rohrleitungsbauunternehmer
- Hans Weber (Widerstandskämpfer) (1912–2003), deutscher Widerstandskämpfer und Politiker (SPD)
- Hans Weber (Archäologe) (1913–1981), deutscher Archäologe
- Hans Weber (Maler) (* 1922), Schweizer Maler
- Hans Weber (Anglist) (1925–2017), deutscher Anglist und Hochschullehrer
- Hans Weber (Fussballspieler, 1934) (1934–1965), Schweizer Fußballspieler
- Hans Weber (Unternehmer, 1936) (* 1936), deutscher Fertighaushersteller
- Hans Weber (Schriftsteller) (1937–1987), deutscher Schriftsteller
- Hans Weber (Fußballspieler, 1937) (* 1937), deutscher Fußballspieler
- Hans Weber (Rennfahrer) (1941–1969), deutscher Motorsportler
- Hans Weber (Unternehmer, 1945) (* 1945), Schweizer Unternehmer
- Hans Weber (Fußballspieler, 1955) (* 1955), deutscher Fußballspieler
- Hans Weber-Lutkow, Pseudonym von Johann Pokorny (1861–1931), österreichischer Jurist, Gutsbesitzer und Schriftsteller
- Hans Weber-Tyrol (1874–1957), österreichischer Maler
- Hans Rubli-Weber (1902–1959), Schweizer Unternehmer
- Hans Walter-Weber (1923–2004), Schweizer Lehrer, Botaniker und Fotograf
- Hans Ambros Weber (1937–2022), Schweizer Molekularbiologe und Hochschullehrer
- Hans-Eberhard Weber (1917–nach 1991), deutscher Bibliothekar
- Hans Emil Weber (1882–1950), deutscher Theologe
- Hans-Georg Weber (* 1940), deutscher Physiker
- Hans-Günter Weber (1927–2002), deutscher Künstler und Pädagoge
- Hans-Günther Weber (1916–2003), deutscher Verwaltungsjurist
- Hans H. Weber (1911–1988), deutscher Regionalhistoriker
- Hans Hermann Weber (Mediziner) (1896–1974), deutscher Physiologe, Biochemiker und Hochschullehrer
- Hans Hermann Weber (Wirtschaftswissenschaftler) (1932–2016), deutscher Wirtschaftswissenschaftler, Wirtschaftsinformatiker und Hochschullehrer
- Hans-Jürgen Weber (* 1955), deutscher Fußballschiedsrichter
- Hans-Oskar Weber (1919–2002), deutscher Bibliothekar
- Hans-Otto Weber (1926–2014), deutscher Politiker (SPD), MdL Hessen
- Hans Otto Ernst Weber (1912–1948), deutscher Mediziner und Künstler
- Hans Peter Weber (1914–2012), Schweizer Maler, Zeichner und Illustrator
- Hans Rudolf Weber (* 1935), Schweizer Maler, Bildhauer und Lichtinstallationskünstler
- Hans-Ulrich Weber (1942–2022), Schweizer Landschaftsarchitekt
- Hans Wilhelm Weber (um 1929–2008), deutscher Bankier
- Hans-Wolfgang Weber (1916–1986), deutscher Fußballtrainer
- Harm Weber (1928–2015), deutscher Politiker (SPD)
- Harm-Uwe Weber (* 1958), deutscher Kommunalpolitiker (SPD) und Landrat
- Harold Weber (1882–1933), US-amerikanischer Golfer
- Harri Weber (1931–1988), deutscher Gewerkschafter (FDGB)
- Harry Weber (Fotograf) (1921–2007), österreichischer Fotograf
- Harry Weber (Kommentator) (* 1965), österreichischer Sport-Kommentator
- Hartmut Weber (Archivar) (* 1945), deutscher Historiker und Archivar
- Hartmut Weber (Leichtathlet) (* 1960), deutscher Leichtathlet
- Hasko Weber (* 1963), deutscher Schauspieler, Theaterregisseur und Intendant
- Heidi Weber (Innenarchitektin) (* 1927), Schweizer Innenarchitektin und Unternehmerin
- Heidi Weber (Schönheitskönigin) (* um 1948), deutsche Synchronschwimmerin, Schönheitskönigin sowie Fotomodell
- Heike Weber (* 1962), deutsche Volleyballspielerin
- Heiko Weber (* 1965), deutscher Fußballspieler
- Heinrich Weber (Fabriken-Kommissionsrat) (1771–1831), Königlich Preußischer Beamter und Fabriken-Kommissionsrat
- Heinrich von Weber (1818–1890), deutscher Forstwissenschaftler und Hochschullehrer
- Heinrich Weber (Theologe) (1821–1900), Schweizer reformierter Theologe und Musiker
- Heinrich Weber (Historiker) (1834–1898), deutscher Historiker
- Heinrich Weber (Maler, 1839)  (1839–1913), deutscher Maler
- Heinrich Weber (Physiker) (1839–1928), deutscher Physiker
- Heinrich Weber (Mathematiker) (1842–1913), deutscher Mathematiker
- Heinrich Weber (Historiker, um 1860) (um 1860–1918), Professor für Geschichte an der Akademie in Posen
- Heinrich Weber (Bibliothekar) (1861–1922), Schweizer Bibliothekar
- Heinrich Weber (Forstwissenschaftler) (1868–1934), deutscher Forstwissenschaftler
- Heinrich Weber (Ringer, 1875) (1875–1939), deutscher Ringer
- Heinrich Weber (Organist, 1877) (1877–1964), deutscher Organist
- Heinrich Weber (Gewerkschafter) (1885–1944), deutscher Gewerkschafter und Opfer des Nationalsozialismus
- Heinrich Weber (Heimatforscher) (1887–1966), Schweizer Lehrer und Heimatforscher
- Heinrich Weber (Caritaswissenschaftler) (1888–1946), deutscher Caritaswissenschaftler
- Heinrich Weber (Maler, 1892) (1892–1962), Schweizer Maler und Graphiker
- Heinrich Weber (Fußballspieler) (1900–1977), deutscher Fußballspieler
- Heinrich Weber (Komponist) (1901–1970), deutscher Komponist und Organist
- Heinrich Weber (Ringer, 1923) (1923–2010), deutscher Ringer
- Heinrich Weber (Sänger) (1940–2010), deutscher Sänger (Tenor)
- Heinrich Weber (Linguist) (* 1940), deutscher Linguist und Germanist
- Heinrich Weber (Kunsthistoriker) (* 1950), Schweizer Architekt und Kunsthistoriker
- Heinrich Weber-Grellet (* 1948), deutscher Steuerjurist und Richter
- Heinrich Weber-Unger (1920–2009), deutsch-österreichischer Unternehmer
- Heinrich Benedikt von Weber (1777–1844), deutscher Jurist und Schriftsteller
- Heinrich E. Weber (1932–2020), deutscher Botaniker
- Heinrich Eduard Weber (1843–1935), Schweizer Pädagoge, Winzer und Unternehmer
- Heinrich Emil Weber (1907–1997), Schweizer Elektroingenieur und Hochschullehrer
- Heinrich Friedrich Weber (1843–1912), Schweizer Physiker
- Heinrich Johann Nepomuk Weber (1767–1847), Schweizer Politiker
- Heinrich Leo Weber (1847–1899), Schriftsteller und Pädagoge
- Heinrich Wilhelm Weber (1885–1931), deutscher Forstwissenschaftler und Dozent
- Heinz Weber (Fußballspieler, 1919) (1919–??), deutscher Fußballspieler und -trainer
- Heinz Weber (Ministerialbeamter) (* 1924), deutscher Ministerialbeamter und Dolmetscher
- Heinz Weber (Fußballspieler, 1926) (* 1926), deutscher Fußballspieler
- Heinz Weber (Komponist) (1927–2013), deutscher Komponist, Dirigent und Musiker
- Heinz Weber (Fußballspieler, 1976) (* 1976), österreichischer Fußballspieler und -trainer
- Heinz-Joachim Weber (* 1943), deutscher Medienmanager
- Heinz Josef Weber (* 1943), deutscher Sprachwissenschaftler
- Helene Weber (1881–1962), deutsche Politikerin (Zentrum, CDU)
- Helga Weber, deutsche Verlegerin, siehe Verlag Weber & Zucht
- Hellmut Weber (1906–1982), deutscher Architekt
- Hellmuth von Weber (1893–1970), deutscher Rechtswissenschaftler und Kriminologe
- Helmut Weber (Politiker) (1917–1963), deutscher Politiker (FDP/DVP), Oberbürgermeister von Waiblingen
- Helmut Weber (Architekt) (1923–2013), deutscher Architekt und Hochschullehrer
- Helmut Weber (Bildhauer) (1924–2012), deutscher Bildhauer
- Helmut Weber (Theologe) (1930–2005), deutscher Moraltheologe und Hochschullehrer
- Helmut Weber (Mediziner) (* 1942), deutscher Arzt
- Helmut Weber (Fußballspieler) (* 1943), deutscher Fußballspieler
- Helmut Weber (Motorsportler) (* 1950), deutscher Eisspeedway-Rennfahrer
- Helmut Weber (Jurist) (* 1951), deutscher Jurist
- Helmut Weber (Filmproduzent), deutscher Filmproduzent
- Helmut Weber (Künstler) (* 1957), österreichischer Künstler
- Helmut Kurt Weber (* 1933), deutscher Wirtschaftswissenschaftler und Hochschullehrer
- Helmuth Weber (1911–?), deutscher Architekt und Rennwagenkonstrukteur
- Helmuth Weber-Andreae (1909–1994), deutscher Maler, Zeichner und Lithograph
- Hendrik Weber alias Pantha du Prince (* 1975), deutscher Techno-Musiker, Komponist und Konzeptkünstler
- Henri Weber (1944–2020), französischer Politiker
- Herbert Weber (Mediziner) (1902–1970), österreichischer Urologe
- Herbert Weber (Bankmanager) (1925–1993), deutscher Bankmanager und Generaldirektor der Saarländischen Landesbank
- Herbert Weber (Schriftsteller) (1926–2011), deutscher Schriftsteller
- Herbert Weber (Politiker, 1938) (* 1938), deutscher Politiker (SPD)
- Herbert Weber (Informatiker) (* 1940), deutscher Informatiker und Hochschullehrer
- Herbert Weber (Politiker, 1949) (* 1949), deutscher Politiker (CDU), Bezirksbürgermeister von Berlin-Steglitz
- Herbert Weber (Mikrobiologe) (* 1950), deutscher Lebensmitteltechnologe und Mikrobiologe
- Herbert Weber (Journalist) (* 1959), deutscher Journalist
- Heribert Weber (Physiker) (* 1953), deutscher Physiker
- Heribert Weber (* 1955), österreichischer Fußballspieler
- Hermann Weber (Politiker, 1830) (1830–1902), deutscher Politiker, MdL Hessen
- Hermann Weber (Verleger) (1842–1889), deutscher Verleger
- Hermann Weber (Politiker, 1851) (1851–1938), deutscher Landtagsabgeordneter, Unternehmer und Handelskammerpräsident
- Hermann Weber (Homophilenaktivist) (1882–1955), deutscher Aktivist
- Hermann Weber (Parteifunktionär) (1888–1937), deutscher Parteifunktionär (SPD, USPD, KPD) und Politiker
- Hermann Weber (Pfarrer, 1892) (1892–1937), deutscher Pfarrer
- Hermann Weber (Konstrukteur) (1896–1948), deutscher Motorradkonstrukteur und -rennfahrer
- Hermann Weber (Zoologe) (1899–1956), deutscher Zoologe
- Hermann Weber (Politiker, 1902) (1902–1969), deutscher Politiker (CDU), MdL Nordrhein-Westfalen
- Hermann Weber (Pfarrer, 1902) (1902–1976), deutscher Pfarrer und Heimatforscher
- Hermann Weber (Fabrikant) (1903–1993), deutscher Unternehmensgründer
- Hermann Weber (Historiker, 1922) (1922–2014), deutscher Historiker, Schwerpunkt Frühe Neuzeit
- Hermann Weber (Historiker, 1928) (1928–2014), deutscher Historiker, Schwerpunkt DDR
- Hermann Weber (Jurist) (* 1936), deutscher Rechtswissenschaftler
- Hermann Weber (Beamter) (1939–2017), österreichischer Bahnbeamter
- Hermann Weber (Künstler) (* 1959), deutscher Maler, Künstler und Hochschullehrer
- Hermann Anthony Cornelius Weber (1822–1886), deutscher Politiker, MdHB
- Hermann David Weber (1823–1918), deutsch-britischer Mediziner und Numismatiker
- Hermann Viktor Weber, eigentlicher Name von Mäni Weber (1935–2006), Schweizer Moderator
- Hilde Weber (1913–1994), deutsch-brasilianische Malerin, Zeichnerin, Illustratorin und Keramikerin
- Horst Weber (Bodenkundler) (1911–1989), deutscher Bodenkundler
- Horst Weber (Fertigungstechniker) (* 1925), deutscher Fertigungstechniker und Hochschullehrer
- Horst Weber (Musikpädagoge) (1926–1990), deutscher Musikpädagoge und Liedermacher
- Horst Weber (Maler) (1932–1999), deutscher Maler und Grafiker
- Horst Weber (Anglist) (* 1933), deutscher Anglist
- Horst Weber (Jazzproduzent) (1934–2012), deutscher Musikproduzent und Labelgründer
- Horst Weber (Physiker) (* 1935), deutscher Physiker
- Horst Weber (Schwimmer) (1939–2002), deutscher Schwimmsportler
- Horst Weber (Komponist), deutscher Kirchenliederkomponist
- Horst Weber (Musikwissenschaftler) (* 1944), deutscher Musikwissenschaftler
- Hubert Weber (Künstler, 1908) (1908–1944), Schweizer Maler und Zeichner
- Hubert Weber (Naturschützer) (1917–1997), deutscher Förster und Naturschützer
- Hubert Weber (Künstler) (1920–2013), deutscher Maler und Bildhauer
- Hubert Weber (Politiker) (1929–2017), deutscher Jurist und Politiker (SPD), MdB
- Hubert Weber (Jurist) (* 1939), österreichischer Jurist und Europabeamter
- Hubert Philipp Weber (* 1969), österreichischer Theologe, Autor und Hochschulrektor
- Hugo Weber (Philologe) (1832–1904), deutscher Literaturhistoriker
- Hugo Weber (Architekt) (1854–1937), deutscher Architekt
- Hugo Weber (Politiker, 1889) (1889–1975), deutscher Ökonom und Politiker (Wirtschaftspartei, DNVP), MdL Sachsen
- Hugo Weber (Politiker, II), deutscher Politiker (SED), MdL Sachsen
- Hugo Weber (Künstler) (1918–1971), schweizerisch-amerikanischer Bildhauer, Maler und Kunstpädagoge

### I
- Ian Weber (* 2000), deutscher Handballspieler
- Ida Weber (1888–1977), schweizerische Unternehmerin
- Ilona Weber (* 1945), deutsche Fotografin, Fotokünstlerin und Objektkünstlerin
- Ilona Osterkamp-Weber (* 1976), deutsche Politikerin (Bündnis 90/Die Grünen), MdBB
- Ilse Weber (1903–1944), tschechische Schriftstellerin
- Ilse Weber (Malerin) (1908–1984), Schweizer Malerin und Zeichnerin
- Immanuel Weber (Theologe) (1633–1677), deutscher evangelischer Theologe und Dichter
- Immanuel Weber (Rechtswissenschaftler) (1659–1726), deutscher Historiker, Rechtswissenschaftler und Hochschullehrer
- Ina Weber (* 1964), deutsche Bildhauerin
- Ines Weber (* 1970), deutsche römisch-katholische Theologin und Hochschullehrerin für Kirchengeschichte
- Ingeborg Weber-Kellermann (1918–1993), deutsche Volkskundlerin
- Ingmar Weber (* 1978), deutscher Informatiker
- Ingrid Szeiklies-Weber (* 1932), deutsche Kunsthistorikerin, Numismatikerin, Sachbuch-Autorin und Konservatorin
- Isabella Ruf-Weber (* 1960), Schweizer Dirigentin
- Isabella M. Weber (* 1987), deutsche Ökonomin
- Isolde Kunkel-Weber (* 1954), deutsche Gewerkschafterin

### J
- Jacob Weber (1872–1944), deutscher Politiker
- Jacques Weber (* 1949), französischer Schauspieler
- Jade Weber (* 2005), französische Schauspielerin und Model
- Jake Weber (* 1963), britischer Schauspieler
- Jakob von Weber (1630–1697), Schweizer Arzt und Politiker
- Jakob Weber (Politiker, 1832) (1832–1888), deutscher Politiker (NLP), MdL Baden
- Jakob Weber (Lehrer) (1855–1932), Schweizer Pädagoge und Botaniker
- Jakob Weber (1858–1920), deutscher Händler, siehe Krättenweber
- Jakob Weber (Maler) (1870–1958), russisch-sowjetischer Maler
- Jakob Weber (Schriftsteller) (1892–1979), deutscher Schriftsteller und Parteifunktionär (KPD/SED)
- Jakob Weber (Heimatforscher) (1894–1957), deutscher Heimatforscher
- Jakob Weber (Eishockeyspieler, 1996) (* 1996), deutscher Eishockeyspieler
- Jakob Weber (Eishockeyspieler, 2004) (* 2004), deutscher Eishockeyspieler
- Jakob Andreas Weber (1741–1792), deutscher Chemiker
- Janine Weber (* 1991), österreichische Eishockeyspielerin
- Jaqueline Weber (* 1995), brasilianische Mittelstreckenläuferin
- Jasmin Weber (* 1982), deutsche Schauspielerin, siehe Jasmin Tawil
- Jean-Julien Weber (1888–1981), französischer Geistlicher, Erzbischof von Straßburg
- Jeanne Weber (1874–1910), französische Serienmörderin
- Jelka Weber (* 1971), deutsche Flötistin
- Jeremias Weber (1600–1643), deutscher Theologe und Hochschullehrer
- Jerome Ferdinand Weber (1914–2008), kanadischer Geistlicher, Abt von St. Peter
- Joachim Weber (Politiker, 1913) (1913–1999), Schweizer Politiker (FDP) und Verbandsfunktionär
- Joachim Weber (Fußballspieler) (* 1951), deutscher Fußballspieler
- Joachim Weber (Ökonom) (* 1959), deutscher Betriebswirt und Hochschullehrer
- Joachim Weber (Politiker, 1966) (* 1966), deutscher Politiker (CDU), Bürgermeister von Konz
- Joachim Weber (Politikwissenschaftler), deutscher Politikwissenschaftler
- Joan Weber (1935–1981), US-amerikanische Popsängerin
- Johann Weber (Pädagoge) († um 1613), deutscher Pädagoge
- Johann Weber (Politiker, I), Schweizer Politiker, Regierungsrat Bern
- Johann Weber (Politiker, 1828) (1828–1878), Schweizer Politiker, Regierungsrat Bern, Tagsatzungsgesandter
- Johann Weber (Jurist) (1839–1918), Schweizer Jurist und Journalist
- Johann Weber (Musiker, 1873) (auch Jean Weber; 1873–??), deutsch-schweizerischer Klarinettist und Dirigent
- Johann Weber (Historiker) (1879–1916), deutscher katholischer Priester, Lokalhistoriker
- Johann Weber (Musiker, † 1937) (?–1937), deutscher Violoncellist
- Johann Weber (Maler) (1882–1961), deutscher Maler
- Johann Weber (Widerstandskämpfer) (1894–1944), österreichischer Widerstandskämpfer
- Johann Weber (Politiker, 1902) (auch Hans Weber; 1902–1956), österreichischer Politiker (SPÖ), Wiener Landtagsabgeordneter
- Johann Weber (Bischof) (1927–2020), österreichischer Geistlicher, Bischof von Graz-Seckau
- Johann Weber (Heimatforscher) (1939–2021), deutscher Heimatforscher
- Johann Weber (Politiker, 1965) (* 1965), österreichischer Politiker (ÖVP), Kärntner Landtagsabgeordneter
- Johann Baptist Weber (Baumeister) (1756–1826), deutscher Baumeister
- Johann Baptist Weber (Klavierbauer) (nach 1773–1840), deutscher Klavierbauer
- Johann Baptist Weber (1786–1848), österreichischer Pfarrer
- Johann Georg Weber (1687–1753), deutscher Theologe
- Johann Jacob Weber (1803–1880), deutscher Verleger und Buchhändler
- Johann Jürgen Weber (um 1780–1855), deutscher Bürstenbinder, Aalverkäufer und Hamburger Original, siehe Aalweber
- Johann Nepomuk Weber (1860–1947), österreichischer Orgel- und Krippenbauer
- Johann Peter Weber (1737–1804), deutscher Kirchenmaler
- Johann Rudolf Weber (1819–1875), Schweizer Komponist
- Johanna Weber (1910–2014), deutsch-englische Mathematikerin
- Johanna Weber (Sexarbeiterin) (* 1968), deutsche Sexarbeiterin und Aktivistin
- Johannes Weber (General) (1752–1799), General der Helvetischen Republik
- Johannes Weber (Maler, 1846) (1846–1912), Schweizer Maler und Illustrator
- Johannes Weber (Politiker, 1862) (1862–1933), deutscher Politiker (Zentrum)
- Johannes Weber (Maler, 1871) (1871–1949), Schweizer Maler
- Johannes Weber (Politiker, 1910) (1910–nach 1955), deutscher Politiker (CDU)
- Johannes Baptist Weber (1526–1584), deutscher Jurist und Reichsvizekanzler
- John Weber (Dartspieler) (* 1972), US-amerikanischer Dartspieler
- John B. Weber (1842–1926), US-amerikanischer Politiker
- John Vincent Weber, bekannt als Vin Weber (* 1952), US-amerikanischer Politiker
- Jon Weber (* 1961), US-amerikanischer Jazzmusiker
- Jonas Weber (* 1982), deutscher Politiker (SPD), MdL
- Joerg Weber (Architekt) (* 1950), österreichisch-deutscher Architekt und Hochschullehrer
- Jörg Weber (Physiker) (* 1950), deutscher Physiker
- Jörg Weber (Publizist) (* 1960), deutscher Publizistik-Unternehmer
- Jörg Weber (* 1963), deutscher Musiker, siehe Joe Crawford (Musiker)
- Jörg Weber (Fußballspieler, 1965) (* 1965), deutscher Fußballspieler (Arminia Bielefeld) und -trainer
- Jörg Weber (Fußballspieler, 1968) (* 1968), deutscher Fußballspieler (Chemnitzer FC)
- Jos Weber (1938–2003), deutscher Architekt und Hochschullehrer
- José Clemente Weber (* 1937), brasilianischer Priester, Bischof von Santo Ângelo
- Josef Weber (Politiker, 1809) (1809–1886), deutscher Politiker, MdL Baden
- Josef Weber (Politiker, 1821) (1821–1882), österreichischer Politiker, Salzburger Landtagsabgeordneter
- Josef Weber (Chemiker) (1863–1944), österreichischer Chemiker
- Josef Weber (Politiker, 1886) (1886–1972), deutscher Politiker (Zentrum, CDU), MdL Nordrhein-Westfalen
- Josef Weber (Mediziner) (1888–1966), Schweizer Mediziner und Botaniker
- Josef Weber (Schriftsteller) (eigentlich Josef Wenzlitzke; 1892–1969), österreichischer Arzt und Schriftsteller
- Josef Weber (Fußballspieler, 1898) (1898–1970), deutscher Fußballspieler
- Josef Weber (Publizist) (1901–1959), deutsch-US-amerikanischer Publizist
- Josef Weber (Friedensaktivist) (1908–1985), deutscher Offizier und Politiker (BdD, DFU, ADF)
- Josef Weber (Politiker, 1935) (* 1935), deutscher Politiker (CDU)
- Josef Weber (Architekt) (* 1951), deutscher Architekt und Hochschullehrer
- Josef Weber (Fußballspieler, 1956) (* 1956), österreichischer Fußballtorhüter
- Josef Anton von Weber (1685–1728), Schweizer Politiker und Offizier
- Josef Anton Weber (Oberamtmann) (1786–vor 1855), deutscher Verwaltungsbeamter
- Josef Ludwig von Weber (1750–1835), Schweizer Politiker
- Joseph von Weber (Naturforscher) (1753–1831), deutscher Geistlicher und Naturforscher
- Joseph Weber (Maler) (1798–1883), deutscher Maler
- Joseph Weber (Politiker, 1799) (1799–1857), deutscher Politiker, Mitglied der Frankfurter Nationalversammlung
- Joseph Weber (Politiker, 1805) (1805–1890), Schweizer Politiker
- Joseph von Weber (General) (1813–1906), österreichischer Feldzeugmeister und Militärrichter
- Joseph Weber (Bischof) (1846–1918), deutscher Geistlicher, Titularerzbischof von Darnis
- Joseph Weber (Politiker, 1894) (1894–1932), deutscher Politiker (KPD, SPD), MdL Bayern
- Joseph Weber (Physiker) (1919–2000), US-amerikanischer Physiker
- Joseph Weber Edler von Fürnberg (1742–1799), österreichischer Industrieller, siehe Joseph von Fürnberg
- Joseph Carl Weber (1801–1875), deutscher Maler und Lithograf
- Joseph Miroslav Weber (1854–1906), tschechischer Musiker und Komponist
- Josiane Weber (* 1957), luxemburgische Historikerin und Germanistin
- Josip Weber (1964–2017), kroatisch-belgischer Fußballspieler
- Jost Weber (1823–1889), Schweizer Jurist und Politiker
- Judith Weber (Erzieherin) (* 1971), Schweizer Erzieherin
- Judith Weber (Journalistin) (* 1974), deutsche Journalistin
- Judith Weber (Autorin) (* 1974), deutsche Schriftstellerin
- Judith Weber (Theologin), deutsche Theologin und Pädagogin
- Judith Weber (Publizistin) (* 1980), österreichische Publizistin und Kommunikationswissenschaftlerin
- Judith Weber (Medizinerin) (* 1984), deutsche Ärztin
- Jule Weber (* 1993), deutsche Poetry Slammerin, Lyrikerin und Autorin
- Julia Weber (Kunsthistorikerin) (* 1979), deutsche Kunsthistorikerin
- Julia Weber (Schriftstellerin) (* 1983), Schweizer Schriftstellerin
- Julian Weber (Autor) (* 1967), deutscher Entwickler (Mobilität)
- Julian Weber (Leichtathlet) (* 1994), deutscher Speerwerfer
- Juliane Weber (1939–2023), deutsche Leiterin des Büros von Helmut Kohl
- Julie Heierli-Weber (1859–1938), Schweizer Modistin und Trachtenforscherin, siehe Julie Heierli
- Julius Weber (Kaufmann) (1838–1906), Schweizer Kaufmann und Unternehmer
- Julius Weber (Unternehmer) (1840–1934), deutscher Unternehmer und Politiker
- Julius Weber (Chemiker) (1879–1969), Schweizer Chemiker und Aluminiumindustriemanager
- Julius Weber (Journalist) (1888–1942), bukowinischer Journalist
- Julius Weber (Politiker) (1904–1942), deutscher Politiker (NSDAP)
- Julius Weber-Lutz (1864–1924), Schweizer Chemiker, Mineraloge und Geologe
- Jup Weber (1950–2021), luxemburgischer Politiker
- Jürgen Weber (Bildhauer) (1928–2007), deutscher Bildhauer
- Jürgen Weber (Maler) (* 1936), deutscher Maler und Grafiker
- Jürgen Weber (Ingenieur) (1941–2025), deutscher Manager
- Jürgen Weber (Fußballspieler, 1944) (* 1944), deutscher Fußballspieler
- Jürgen Weber (Historiker) (* 1944), deutscher Historiker und Politikwissenschaftler
- Jürgen Weber (Politiker, 1945) (* 1945), deutscher Rechtsanwalt, Kommunalpolitiker, Oberbürgermeister von Würzburg
- Jürgen Weber (Musiker), deutscher Bratschist und Hochschullehrer
- Jürgen Weber (Polizist) (1953–2015), deutscher Polizeibeamter
- Jürgen Weber (Wirtschaftswissenschaftler) (* 1953), deutscher Wirtschaftswissenschaftler
- Jürgen Weber (Politiker, 1955) (* 1955), deutscher Landespolitiker (SPD)
- Jürgen Weber (Bibliothekar) (* 1961), deutscher Bibliothekar
- Jürgen Weber (Regisseur) (* 1963), deutscher Regisseur und Autor
- Jürgen Weber (Fußballspieler, 1975) (* 1975), österreichischer Fußballspieler
- Jutta Weber (Schwimmerin) (* 1954), deutsche Schwimmerin
- Jutta Weber (Medienwissenschaftlerin), deutsche Geisteswissenschaftlerin und Hochschullehrerin
- Jutta Weber-Bock (* 1957), deutsche Schriftstellerin

### K
- Karin Weber (Politikerin) (* 1953), deutsche Politikerin (Die Linke), MdL
- Karin Detert-Weber (* 1957), deutsche Politikerin (SPD)
- Karin S. Weber (* 1948), deutsche Bildungswissenschaftlerin
- Karina Weber (* 1962), deutsche Politikerin (P.R.O.)
- Karl Weber (Archäologe) (1712–1764), Schweizer Archäologe
- Karl Weber (um 1780–1855), deutscher Bürstenbinder und Aalverkäufer, Hamburger Stadtoriginal, siehe Aalweber
- Karl von Weber (Historiker) (1806–1879), deutscher Verwaltungsbeamter, Archivar und Historiker
- Karl Weber (Forstmeister) (1864–1929), deutscher Forstbeamter und Politiker, MdL Hessen
- Karl Weber (Oberamtmann) (1867–1920), deutscher Verwaltungsbeamter
- Karl Weber (Architekt) (1870–1915), deutscher Architekt und Hochschullehrer
- Karl von Weber (Politiker) (1879–1964), Schweizer Politiker
- Karl Weber (Journalist) (1880–1961), Schweizer Journalist, Zeitungswissenschaftler und Politiker (FDP)
- Karl Weber (Politiker, 1885) (1885–1945), deutscher Jurist und Politiker (NSDAP)
- Karl von Weber (Offizier) (1892–1941), deutscher Generalmajor
- Karl Weber (Filmarchitekt) (1897–1965), deutscher Filmarchitekt
- Karl Weber (Politiker, 1898) (1898–1985), deutscher Politiker (CDU)
- Karl Weber (Schauspieler, 1898) (1898–1985), deutscher Schauspieler
- Karl Weber (Intendant) (1900–1980), deutscher Theaterintendant
- Karl Weber (Unternehmer) (1903–1973), Schweizer Unternehmer
- Karl Weber (Schauspieler, 1916) (1916–1990), US-amerikanischer Schauspieler
- Karl Weber (Sänger) (1918–??), Opernsänger (Bass)
- Karl Weber (Maler) (1923–2011), deutscher Maler und Grafiker
- Karl Weber (Wirtschaftswissenschaftler) (1926–1999), Schweizer Betriebswirt und Hochschullehrer
- Karl Weber (Politiker, 1935) (Karl Weber-Wiget; 1935–2022), Schweizer Politiker (FDP)
- Karl Weber (Politiker, 1936) (* 1936), deutscher Politiker (CDU)
- Karl Weber (Mediziner) (* 1942), deutscher Sportmediziner
- Karl Weber (Fußballspieler) (* 1950), österreichischer Fußballspieler
- Karl Weber (Jurist) (* 1951), österreichischer Jurist
- Karl Weber (Politiker, 1972) (* 1972), österreichischer Politiker (ÖVP)
- Karl Weber-Flum (auch Weber-Flumm; 1889–vor 1947), deutscher Architekt
- Karl Adolf Weber (1899–1978), Schweizer Maler und Gartenarchitekt
- Karl August Weber (1842–1908), deutscher Sänger (Tenor), siehe Carl August Weber (Sänger)
- Karl August Weber (Anglist) (1895–1955), deutscher Anglist
- Karl Christian Weber (1886–1970), deutscher Priester und Missionar, Bischof von Ichowfu
- Karl Friedrich Weber (1794–1861), deutscher Klassischer Philologe
- Karl Gottlieb von Weber (1773–1849), deutscher Kirchenrechtler und Verwaltungsjurist
- Karl-Heinz Weber (Schriftsteller) (1928–1986), deutscher Schriftsteller
- Karlheinz Weber, eigentlicher Name von Carlo Weber (Architekt) (1934–2014), deutscher Architekt und Hochschullehrer
- Karlheinz Weber (Schachspieler) (* 1934), deutscher Fernschachspieler
- Karl Ivanovich Weber (1841–1910), russischer Diplomat, siehe Carl von Waeber
- Karl Julius Weber (1767–1832), deutscher Schriftsteller
- Karl Maria Weber (1908–1964), deutscher Priester, Missionar und Märtyrer
- Karl Otto Weber (1827–1867), deutscher Mediziner und Pathologe
- Karl Wilhelm Weber (1918–1999), deutscher Kunsthistoriker, siehe Wilhelm Weber (Kunsthistoriker)
- Karl-Wilhelm Weber (* 1925), deutscher Manager und Verbandsfunktionär
- Karl Wolfgang Weber (* 1950), deutscher Maler
- Karsten Weber (* 1967), deutscher Philosoph
- Kata Wéber (* 1980),  ungarische Drehbuch- und Bühnenautorin und Schauspielerin
- Katharina Weber (* 1958), Schweizer Pianistin und Komponistin
- Kathy Weber (* 1980), deutsche Fernsehmoderatorin
- Katrin Weber (Schauspielerin) (* 1963), deutsche Sängerin, Musicaldarstellerin, Schauspielerin und Kabarettistin
- Katrin Weber (Jazzmusikerin), deutsche Jazzmusikerin
- Katrin Weber (Shorttrackerin) (* 1976), deutsche Shorttrackerin
- Kilian Weber (1887–1954), deutscher Lehrer und Heimatforscher
- Kim Weber (Segler) (1945–2022), finnischer Segler
- Kim Weber (Boxer) (* 1971), deutscher Schwergewichtsboxer
- Kirsten Eickhoff-Weber (* 1960), deutsche Politikerin (SPD), MdL
- Klaus Weber (Marineoffizier) (1922–nach 1944), deutscher Marineoffizier der Kriegsmarine und Kommandant der U 637
- Klaus Weber (Heimatforscher) (1928–2007), deutscher Heimatforscher
- Klaus Weber (Maler) (1928–2018), deutscher Maler und Grafiker
- Klaus Weber (Geologe) (1936–2010), deutscher Geologe, siehe auch: Klaus-Weber-Rücken
- Klaus Weber (Biochemiker) (1936–2016), deutscher Biochemiker
- Klaus Weber (Jurist, 1939) (* 1939), deutscher Jurist
- Klaus Weber (Tischtennisfunktionär) (* 1946), deutscher Tischtennisfunktionär
- Klaus Weber (Eishockeyspieler) (* 1951), deutscher Eishockeyspieler
- Klaus Weber (Fußballspieler) (* 1955), deutscher Fußballspieler
- Klaus Weber (Jurist, 1957) (* 1957), deutscher Jurist
- Klaus Weber (Historiker) (* 1960), deutscher Historiker
- Klaus Weber (Basketballspieler), deutscher Basketballspieler
- Klaus Weber-Teuber (* 1960), deutscher Psychologe, als Buchautor Klaus Weber
- Klaus-Dieter Weber (* 1954), deutscher Fotograf
- Klaus Konrad Weber, deutscher Architekturhistoriker
- Klaus Peter Weber (* 1941), deutscher Kameramann
- Klaus Peter Weber (1946–1997), siehe Pit Weber, deutscher Maler und Bildhauer
- Krischa Weber (* 1961), deutsche Cellistin und Organisatorin von Kulturprojekten
- Kristiane Weber-Hassemer (* 1939), deutsche Richterin
- Kurt Weber (Maler) (1893–1964), österreichischer Maler und Grafiker
- Kurt Weber (Richter, 1903) (1903–1971), deutscher Richter am Volksgerichtshof
- Kurt Weber (Richter, 1907) (1907–1985), deutscher Richter am Bundesgerichtshof
- Kurt Weber (Komponist) (1910–1994), Schweizer Komponist
- Kurt Weber (Politiker, 1924) (1924–1970), deutscher Politiker, Abgeordneter in Berlin (FDP)
- Kurt Weber (Physiker) (1926–2007), deutscher Physiker und Kristallograph
- Kurt Weber (Kameramann) (1928–2015), polnischer Kameramann
- Kurt Weber (Maler, 1938) (1938–2011), Schweizer Maler
- Kurt Weber (Musiker) (* 1940), Schweizer Klarinettist
- Kurt Weber (Politiker, 1951) (* 1951), Schweizer Politiker (FDP)

### L
- Larissa Weber (* 1978), deutsche Kommunalpolitikerin
- Laura Weber (* 1984), deutsche Politikerin (Bündnis 90/Die Grünen), MdL Bayern
- Laurent Weber (* 1972), französischer Fußballspieler
- LaVern E. Weber (1923–1999), US-amerikanischer Offizier, Generalleutnant der US Army
- Lenchen Weber (1908–1945), deutsche Politikerin (SPD)
- Leo Weber (Jurist) (1841–1935), Schweizer Jurist, Bundesbeamter sowie liberaler Politiker
- Leo Weber (Pädagoge, 1876) (1876–1969), Schweizer Pädagoge
- Leo Weber (Pädagoge, 1909) (1909–2000), Schweizer Pädagoge sowie Hochschullehrer
- Leo Weber (Politiker) (1920–1995), Schweizer Politiker (CVP)
- Leo Weber (Archäologe) (1924–2003), deutscher Archäologe
- Leo Weber (Historiker) (1928–2019), deutscher Ordensgeistlicher und Kunsthistoriker
- Leon Weber (* 2002), deutscher Dartspieler
- Leonhard Weber (Physiker) (Joachim Leonhard Weber; 1848–1919), deutscher Physiker
- Leonhard Weber (Kristallograph) (1883–1968), Schweizer Kristallograph
- Leonhard Weber (Theologe) (1912–1969), Schweizer römisch-katholischer Theologe
- Leopold Weber (Münzmeister) (Lippold Weser; vor 1648–1674), Münzmeister in Clausthal
- Leopold Weber (Schriftsteller) (1866–1944), deutscher Schriftsteller
- Leopold Weber (Politiker) (1899–1951), österreichischer Politiker (SPÖ)
- Leopold Weber (Geologe) (* 1948), österreichischer Geophysiker und Geologe
- Linus Weber (* 1999), deutscher Volleyballspieler
- Lionel Weber (* 1996), Schweizer Tischtennisspieler
- Lisa Weber (* 1990), österreichische Filmregisseurin
- Lisbeth Filbrich-Weber (1892–1975), deutsche Pianistin, Organistin und Musikpädagogin
- Lois Weber (1879–1939), US-amerikanische Regisseurin
- Loll Weber (1934–2025), luxemburgischer Musikkritiker
- Lothar Weber (1925–2010), deutscher Maler und Grafiker
- Lothar Weber (Chemiker) (* 1944), deutscher Chemiker und Hochschullehrer
- Louis Léon Weber (1891–1972), Schweizer Bildhauer
- Louisa Weber, deutsche Drehbuchautorin
- Louise Weber (1866–1929), der bürgerliche Name der Tänzerin La Goulue
- Lucille Weber (* 1977), deutsche Eisschnellläuferin
- Ludwig Weber (Politiker, 1809) (1809–1853), Österreichischer Unternehmer und Politiker, MdL Kärnten
- Ludwig Weber (Theologe) (1846–1922), deutscher Theologe und Sozialreformer
- Ludwig Weber (Mediziner) (1855–1922), deutscher Mediziner und Entomologe
- Ludwig Weber (Politiker) (1875–1942), deutscher Verwaltungsjurist und Politiker, MdL Hannover
- Ludwig Weber (Komponist) (1891–1947), deutscher Komponist und Musikpädagoge
- Ludwig Weber (Pilot) (1895–1991), deutscher Pilot
- Ludwig Weber (Sänger) (1899–1974), österreichischer Sänger (Bass)
- Luzi Weber (* 1989), Schweizer Unihockeyspieler
- Lydia Weber (* 1990), deutsche Kanutin

### M
- Magdalena Weber (Magdalena Berty; 1898–1945), deutsche Politikerin und Widerstandskämpferin, siehe Lenchen Weber
- Maja Weber (Cellistin) (* 1974), Schweizer Cellistin
- Maja Weber (Journalistin) (* 1976), deutsche Nachrichtensprecherin
- Manfred Weber (Fußballspieler) (* 1944), deutscher Fußballspieler
- Manfred Weber (Ökonom) (* 1950), deutscher Wirtschaftswissenschaftler und Bankmanager
- Manfred Weber (Dramaturg) (* 1954), deutscher Dramaturg und Theaterintendant
- Manfred Weber (* 1972), deutscher Politiker (CSU)
- Manfred Weber-Wien (* 1969), österreichischer Maler und Zeichner
- Manfried Weber (* 1937), deutscher Politiker (SPD)
- Manuel Weber (* 1985), österreichischer Fußballspieler
- Mäni Weber (1935–2006), Schweizer Moderator
- Marc Weber (Ruderer, 1972) (* 1972), deutscher Ruderer
- Marc Weber (Eishockeyspieler) (* 1973), Schweizer Eishockeyspieler
- Marc Weber (Ruderer, 1997) (* 1997), deutscher Ruderer
- Marcel Weber (Philosoph) (* 1964), Biowissenschaftler, Philosoph und Hochschullehrer
- Marcel Weber (Maler) (1966–2017), deutscher Maler
- Marcel Weber (Tennisspieler), deutscher Tennisspieler
- Marcel Weber (Radsportler) (* 1988), deutscher Radsportler
- Marco Weber (Filmproduzent) (* 1966), deutscher Filmproduzent
- Marco Weber (Snookerspieler), deutscher Snookerspieler
- Marco Weber (Politiker) (* 1975), deutscher Politiker (FDP)
- Marco Weber (Eisschnellläufer) (* 1982), deutscher Eisschnellläufer
- Marcus Weber (* 1992), deutscher Eishockeyspieler
- Marek Weber (1888–1964), deutscher Violinist
- Margarethe Weber (1932–2023), deutsche Neurologin und Hirnforscherin
- Margot Weber (* 1960), deutsche Juristin
- Margrit Weber (1924–2001), Schweizer Pianistin
- Margrit Weber-Röllin (1937–2024), Schweizer Politikerin
- Maria Weber (Bildhauerin) (1899–1984), deutsche Bildhauerin
- Maria Weber (Gewerkschafterin) (1919–2002), deutsche Gewerkschafterin
- Maria Weber (Sozialarbeiterin) (1919–2011), österreichische SOS-Kinderdorf-Mutter
- Maria Weber (Beamtin), deutsche Integrationsbeauftragte
- Maria Joseph Weber (1887–1949), Lothringer Priester
- Marianne Weber (Frauenrechtlerin) (1870–1954), deutsche Soziologin, Rechtshistorikerin und Frauenrechtlerin
- Marianne Weber (Sängerin) (* 1955), niederländische Sängerin
- Marianne Weber (Ruderin) (* 1956), deutsche Ruderin
- Marianne Riedel-Weber (1937–2012), deutsche Schauspielerin
- Marie Weber (Malerin) (1871–1952), deutsche Landschaftsmalerin
- Marie-Thérèse Weber-Gobet (* 1957), Schweizer Politikerin
- Marietta Weber (1887–1937), Schweizer Schauspielerin
- Marion Weber (* 1959), deutsche Eiskunstläuferin
- Mark Weber (* 1951), US-amerikanischer Holocaustleugner
- Marnie Weber (* 1959), US-amerikanische Künstlerin
- Marta Kuhn-Weber (1903–1990), deutsche Malerin, Bildhauerin und Puppenmacherin
- Martha Weber (1904–1998), deutsche Heimatdichterin
- Martin Weber (Architekt) (1890–1941), deutscher Architekt
- Martin Weber (Wirtschaftswissenschaftler) (* 1952), deutscher Wirtschaftswissenschaftler
- Martin Weber (Skispringer) (* 1954), deutscher Skispringer
- Martin Weber (Fussballspieler) (* 1957), Schweizer Fußballspieler
- Martin Weber (Politiker) (* 1971), österreichischer Politiker (SPÖ), Steiermärkischer Landtagsabgeordneter
- Martina Weber (Palynologin), österreichische forensische Palynologin
- Martina Weber (Fußballspielerin) (* 1964), deutsche Fußballspielerin
- Martina Weber (Autorin) (* 1966), deutsche Lyrikerin und Juristin
- Martina Weber (Basketballspielerin) (* 1982), deutsche Basketballspielerin
- Mary Ellen Weber (* 1962), US-amerikanische Astronautin
- Mathias Weber (Orgelbauer) (1777–1848), österreichischer Orgelbauer
- Mathias Weber (der Fetzer; 1778–1803), deutscher Räuber
- Mathias Weber (Politiker), deutscher Politiker (Zentrum), MdL Württemberg
- Mathilde Weber (Frauenrechtlerin) (1829–1901), deutsche Frauenrechtlerin und Sozialarbeiterin
- Mathilde Weber (Medizinerin) (1909–1996), deutsche NS-Ärztin des Euthanasie-Programms
- Matthias Weber (Wirtschaftswissenschaftler) (1928–2006), deutscher Wirtschaftswissenschaftler und Heimatforscher
- Matthias Weber (Musiker) (* 1956), deutscher Kontrabassist und Hochschullehrer
- Matthias Weber (Komponist) (* 1961), deutscher Filmmusikkomponist
- Matthias Weber (Historiker) (* 1961), deutscher Historiker und Hochschullehrer
- Matthias Weber (Basketballtrainer) (* 1977), deutscher Basketballtrainer
- Matthias Weber (Basketballspieler) (* 1980), deutscher Basketballspieler
- Matthias M. Weber (Mediziner, 1960) (* 1960), deutscher Psychiater und Wissenschaftshistoriker
- Matthias M. Weber (Mediziner, 1961) (* 1961), deutscher Internist und Endokrinologe
- Mauk Weber (1914–1978), niederländischer Fußballspieler
- Maurice Weber (* 1981), deutscher Boxer
- Maurice Weber (Spielejournalist) (* 1991), deutscher Spielejournalist, Streamer und Content-Creator
- Mauricio Weber (* 1982), uruguayischer Fußballspieler
- Max Weber (General) (1824–1901), deutsch-amerikanischer Beamter und General
- Max Weber senior (1836–1897), deutscher Jurist, Beamter und Politiker
- Max Weber (Grafiker, 1847) (1847–1947), deutscher Grafiker
- Max Weber (Maximilian Carl Emil Weber; 1864–1920), deutscher Jurist, Ökonom und Soziologe
- Max Weber (Politiker, 1876) (1876–1936), deutscher Politiker (DVP), MdL Baden
- Max Weber (Künstler) (1881–1961), polnisch-amerikanischer Maler und Bildhauer
- Max Weber (Politiker, 1885) (1885–1946), deutscher Schauspieler und Politiker (KPD, NSDAP)
- Max Weber (Politiker, 1897) (1897–1974), Schweizer Politiker (SP)
- Max Weber (Grafiker, 1897) (1897–1982), Schweizer Grafiker
- Max Weber (Heimatforscher) (1899–1982), deutscher Heimatforscher und Pädagoge
- Max Weber (Maler) (1904–1926), Schweizer Maler
- Max Weber (Geophysiker) (1916–1976), Schweizer Geophysiker
- Max Weber (Leichtathlet) (1922–2007), deutscher Leichtathlet
- Max Weber (Politiker, 1931) (1931–2022), deutscher Politiker (SPD), MdL Bayern
- Max Weber (Radsportler) (* 1964), deutscher Radsportler
- Max Weber (Basketballspieler) (* 1985), deutscher Basketballspieler
- Max Karl Weber (1907–1969), Schweizer Ingenieur
- Max Maria von Weber (1822–1881), deutscher Eisenbahnbeamter und Schriftsteller
- Max Reinhold Weber (1897–1982), Schweizer Bildhauer
- Max Wilhelm Carl Weber (1852–1937), deutsch-niederländischer Zoologe
- Maxime Weber (* 1993), luxemburgischer Schriftsteller, Literatur- und Musikkritiker, Romancier, Journalist, Drehbuchautor
- Maximilian Weber (1866–1944), deutscher Mineraloge und Geologe
- Mechthild Weber (* 1960), deutsche Politikerin (Bündnis 90/Die Grünen)
- Meike Weber (* 1987), deutsche Fußballspielerin
- Melanie Weber-Moritz (* 1973), deutsche Verbandsfunktionärin
- Meta Weber (1885–1953), deutsche Opernsängerin und Schauspielerin
- Michael Weber (Theologe) (1754–1833), deutscher Theologe
- Michael Weber (Brauer) (1827–1885), deutsch-schweizerischer Brauer
- Michael Weber (Politiker, 1920) (1920–2012), deutscher Politiker (SPD)
- Michael Weber (Journalist) (* 1952), deutscher Journalist, Moderator und Redakteur
- Michael Weber (Filmproduzent, 1953) (* 1953), deutscher Filmproduzent
- Michael Weber (Schauspieler) (* 1958), deutscher Schauspieler
- Michael Weber (Politiker, 1959) (* 1959), deutscher Politiker (Bündnis 90/Die Grünen)
- Michael Weber (Informatiker) (* 1959), deutscher Informatiker
- Michael Weber (Musiker) (1966–1999), australischer Musiker
- Michael Weber (Filmproduzent, 1967) (* 1967), deutscher Filmproduzent
- Michael Weber (Grenzopfer) (1969–1989), deutsches Todesopfer an der bulgarisch-griechischen Grenze
- Michael Weber (Wirtschaftswissenschaftler) (* 1984), deutscher Wirtschaftswissenschaftler und Hochschullehrer
- Michael H. Weber (* 1976/1977), US-amerikanischer Drehbuchautor
- Michael René Weber (* 1950), deutscher Politiker (CDU), MdHB
- Michel Weber (Kanute), Schweizer Kanute
- Michel Weber (Rennfahrer) (1938–2011), deutscher Unternehmer und Automobilrennfahrer
- Michel Weber (Philosoph) (* 1963), belgischer Philosoph
- Michel Weber (Journalist), Schweizer Journalist und Moderator
- Michel Weber (Illustrator), deutscher Illustrator
- Michel Diebolt-Weber (1859–1936), deutsch-französischer Politiker, MdL Elsaß-Lothringen
- Michel-Robert Weber (* 1928), Schweizer Architekt
- Mike Weber (* 1987), US-amerikanischer Eishockeyspieler
- Mili Weber (1891–1978), Schweizer Künstlerin
- Milton Weber (1910–1968), US-amerikanischer Violinist, Dirigent und Musikpädagoge
- Monika Weber (Politikerin) (* 1943), Schweizer Politikerin
- Monika Weber (Fechterin) (* 1966), deutsche Fechterin
- Monika Weber (Autorin) (* 1968), Schweizer Autorin
- Monty Weber (1941–1999), südafrikanischer Jazzmusiker
- Moritz Weber (Moritz Gustav Weber; 1871–1951), deutscher Ingenieur und Hochschullehrer
- Moritz Ignaz Weber (1795–1875), deutscher Mediziner
- Myrian Weber-Perret (1922–1985), Schweizer Schriftsteller

### N
- Nic Weber (1926–2013), Luxemburger Journalist, Verleger und Schriftsteller
- Nick Weber (Handballspieler) (* 1991), deutscher Handballspieler
- Nick Weber (Fußballspieler) (* 1995), deutscher Fußballspieler
- Nico Weber (Filmschaffende) (* 1967), deutsche Regisseurin, Autorin und Produzentin
- Nico Weber (Musiker) (* 1999), deutscher Jazzmusiker
- Nicole Weber (* 1971), deutsche Fußballspielerin
- Nikolai Weber (* 1980), deutscher Handballtorwart
- Norbert Weber (Benediktiner) (1870–1956), deutscher Geistlicher und Missionar
- Norbert Weber (Schriftsteller) (1925–2007), luxemburgischer Schriftsteller
- Norbert Weber (Künstler) (* 1943), deutscher Künstler und Galerist
- Norbert Weber (Winzer) (* 1948), deutscher Winzer und Verbandsfunktionär
- Normen Weber (* 1985), deutscher Kanute

### O
- Olaf Weber (1943–2021), deutscher Architekt und Hochschullehrer
- Oliver Weber (* 1970), deutscher Fotograf
- Olivier Weber (* 1958), französischer Schriftsteller und Diplomat
- Oscar Weber (1868–1952), Schweizer Unternehmer
- Oskar Weber (Architekt) (1861–1930), Schweizer Architekt und Beamter
- Oskar Weber (Schriftsteller) (1913–2001), deutscher Schriftsteller
- Otmar Weber (* 1939), deutscher Lehrer und Heimatforscher
- Otto Weber (Maler, 1832) (1832–1888), deutscher Maler
- Otto Weber (Pfarrer) (1841–1907), deutscher evangelisch-lutherischer Geistlicher
- Otto Weber (Politiker, 1872) (1872–1962), Schweizer Politiker, Nationalrat und St. Galler Regierungsrat
- Otto Weber (Maler, 1876) (1876–1947), Schweizer Maler und Kunstpädagoge
- Otto Weber (Orientalist) (1877–1928), deutscher Orientalist
- Otto Weber (Politiker, 1889) (1889–1972), deutscher Politiker (KPD)
- Otto Weber (General) (1892–1967), deutscher Generalmajor
- Otto Weber (Politiker, 1893) (1893–1961), deutscher Politiker (KPD)
- Otto Weber (Politiker, 1894) (1894–1973), deutscher Politiker (NSDAP)
- Otto Weber (Politiker, 1898) (1898–1969), österreichischer Politiker (SPÖ), Wiener Landtagsabgeordneter
- Otto Weber (Fotograf) (1899–1964), deutscher Fotograf
- Otto Weber (Politiker, 1899) (1899–1970), deutscher Politiker (SPD, KPD, SED)
- Otto Weber (Mediziner, 1900) (1900–1940), deutscher Mediziner und Widerstandskämpfer gegen den Nationalsozialismus
- Otto Weber (Theologe) (Otto Heinrich Weber; 1902–1966), deutscher Theologe
- Otto Weber (Mediziner, 1905) (1905–1984), deutscher Zahnmediziner
- Otto Weber (Politiker, 1909) (Heinrich Otto Weber; 1909–1988), Schweizer Politiker
- Otto Weber-Hartl (1914–1988), deutscher Bildhauer
- Otto Weber-Krohse (1903–1941), deutscher Publizist
- Otto Vogelsang-Weber (* 1940/1941), deutscher Heimatforscher
- Otto Aloys Xaver Weber (1895–1967), Schweizer Maler, Zeichner und Plastiker
- Otto E. Weber (1840–1914), deutscher Unternehmer, siehe Kaffeesurrogatfabrik Otto E. Weber
- Otto Ernest Weber (1921–2001), rumäniendeutscher Politiker
- Otto Friedrich Weber (1890–1957), deutscher Kunstmaler
- Otto Paul Weber (1836–?), sächsischer Generalmajor
- Ottokar Weber (1860–1927), österreichisch-tschechischer Historiker
- Ottomar Weber (≈1863–1928), deutscher Verwaltungsbeamter

### P
- Patrick Weber (* 1992), deutscher Handballspieler
- Paul Weber (Maler, 1823) (1823–1916), deutscher Maler
- Paul Weber (Kunsthistoriker) (1868–1930), deutscher Kunsthistoriker
- Paul Weber (Politiker, 1875) (1875–1958), deutscher Politiker (SPD)
- Paul Weber (Geistlicher) (1881–1963), deutscher Geistlicher
- Paul Weber (Entomologe) (1881–1968), österreichischer Insektenkundler
- Paul Weber (Maler, 1889) (1889–1975), Schweizer Maler
- Paul Weber (Sänger, 1891) (1891–1969), deutscher Sänger (Bass-Bariton)
- Paul Weber (Obstbauer) (1893–1985), deutscher Obstbauer, Prähistoriker, Kunstsammler und Politiker (FDP)
- Paul Weber (Sänger, 1899) (1899–nach 1956), deutscher Opernsänger und Schauspieler
- Paul Weber (Widerstandskämpfer) (1900–1945), deutscher Schlosser und Widerstandskämpfer
- Paul Weber (Unternehmer) (1915–1994), deutscher Brauereiunternehmer
- Paul Weber (Maler, 1923) (* 1923), Schweizer Maler
- Paul Weber-Glystras (1924–1996), Schweizer Brauereiunternehmer
- Paul Weber-Klein (vor 1930–1992), deutscher Ingenieur
- Paul Fischer-Weber (1868–nach 1937), deutscher Organist und Chorleiter
- Paul-Jürgen Weber (1942–2025), deutscher Fotokünstler
- Paula Weber-Bernhard (1894–1921), Schweizer Frauenrechtsaktivistin
- Peter Weber (Geistlicher) (1854–1929), deutscher Domvikar und Geistlicher Rat, Schriftsteller und Heimatkundler
- Peter Weber (Märtyrer) (1884–1944), banatschwäbischer römisch-katholischer Geistlicher und Märtyrer
- Peter Weber (Politiker, 1892) (1892–nach 1958), deutscher Kommunalpolitiker (CSU), Landrat
- Peter Weber (Politiker, 1901) (1901–1965), deutscher Politiker (DPS)
- Peter Weber (Heimatforscher) (1921–2006), deutscher Lehrer und Heimatforscher
- Peter Weber (Turner) (1938–2024), deutscher Turner
- Peter Weber (Architekt, 1939) (* 1939), deutscher Architekt
- Peter Weber (Architekt, 1942) (* 1942), Schweizer Architekt
- Peter Weber (Künstler) (* 1944), deutscher Künstler
- Peter Weber (Ornithologe) (1947–2008), deutscher Ornithologe
- Peter Weber (Sänger) (* 1951), österreichischer Sänger (Bariton)
- Peter Weber (* 1952), Schweizer Komiker, siehe Peach Weber
- Peter Weber (Psychologe) (* 1955), deutscher Organisationspsychologe und Hochschullehrer
- Peter Weber (Politiker, 1956) (* 1956), deutscher Politiker
- Peter Weber (Rennrodler), deutscher Rennrodler
- Peter Weber (Handballspieler) (1962–1999), Schweizer Handballspieler
- Peter Weber (Politiker, 1968) (* 1968), deutscher Politiker, Bürgermeister von Olpe
- Peter Weber (Schriftsteller) (* 1968), Schweizer Autor und Musiker
- Peter Weber-Schäfer (1935–2019), deutscher Politikwissenschaftler und Übersetzer
- Peter Schmid-Weber (1848–1923), Schweizer Unternehmer
- Peter J. Weber (* 1966), deutscher Wirtschaftswissenschaftler und Hochschullehrer
- Peter Josef Weber (1750–1821), deutscher katholischer Geistlicher, Moraltheologe und Domkapitular
- Peter K. Weber (* 1955), deutscher Archivar und Historiker
- Peter Karl Weber (1768–1835), deutscher Politiker, Bürgermeister von Elberfeld
- Peter Xaver Weber (1872–1947), Schweizer Archivar und Historiker
- Petra Weber (Musikwissenschaftlerin) (* 1954), deutsche Musikwissenschaftlerin
- Petra Weber (Historikerin) (* 1958), deutsche Historikerin
- Philipp Weber (Kabarettist) (* 1974), deutscher Kabarettist und Autor
- Philipp Weber (Maler) (* 1974), deutscher Maler
- Philipp Weber (Handballspieler) (* 1992), deutscher Handballspieler
- Philipp Weber von Ebenhof (1818–1900), österreichischer Beamter und Politiker
- Pit Weber (eigentlich Klaus Peter Weber; 1946–1997), deutscher Maler und Bildhauer

### Q
- Quirin Weber (1693–1751), deutscher Orgelbauer

### R
- Raimon Weber (* 1961), deutscher Schriftsteller und Hörspielautor
- Rainer Weber (Musiker) (* 1951), Schweizer Musiker und Komponist
- Rainer Weber (Maler, 1954) (* 1954), deutscher Maler
- Rainer Weber (Maler, 1956) (* 1956), deutscher Maler und Grafiker
- Ralf Weber (Musiker) (1963–2025), deutscher Musiker und Journalist
- Ralf Weber (Fußballspieler) (* 1969), deutscher Fußballspieler
- Ralf-Peter Weber (* 1966), deutscher Politiker (Bündnis 90/Die Grünen)
- Ralph Weber (Rechtswissenschaftler) (* 1960), deutscher Rechtswissenschaftler und Politiker
- Ralph Weber (Unternehmer) (* 1961), kanadischer Unternehmer, Publizist und Philanthrop
- Ralph Weber (Skirennfahrer) (* 1993), Schweizer Skirennfahrer
- Randy Weber (Politiker) (* 1953), US-amerikanischer Politiker
- Randy Weber (Skispringer) (* 1977), US-amerikanischer Skispringer
- Raymund Weber (* 1939), christlicher Textdichter
- Regina Weber (* 1963), deutsche Turnerin
- Reinhard Weber (Archivar) (* 1946), deutscher Archivar und Historiker
- Reinhard Weber (Theologe) (* 1953), deutscher evangelischer Theologe und Hochschullehrer
- Reinhart Weber (1932–2023), deutscher Physiker und Hochschullehrer
- Reinhold Weber (Maler) (1920–2012), deutscher Kunstmaler und Grafiker
- Reinhold Weber (Historiker) (* 1969), deutscher Historiker
- Reinhold Wilhelm Eduard Weber (1813–1894), königlich preußischer Generalmajor
- Renate Weber (* 1955), rumänische Politikerin (Partidul Național Liberal)
- Renatus Weber (1908–1992), deutscher Politiker (CDU)
- René Weber (1933–1982), Schweizer Leichtathlet
- Renê Weber (1961–2020), brasilianischer Fußballspieler und -trainer
- Reto Weber (* 1953), Schweizer Perkussionist
- Ricardo Lagos Weber (* 1962), chilenischer Politiker
- Richard Weber (Politiker) (1882–1928), deutscher Verleger und Politiker
- Richard Weber (Fußballspieler) (* 1938), deutscher Fußballspieler
- Richard Weber (Unternehmer) (* 1944), deutscher Unternehmer
- Richard Weber (Theaterwissenschaftler) (* 1944), deutscher Theaterwissenschaftler
- Richard Weber (Polarforscher) (* 1959), kanadischer Polarforscher
- Rico Weber (1942–2004), Schweizer Künstler
- Riekje Weber (* 1963), deutsche Politikerin (SPD)
- Robert Weber (Politiker, 1797) (1797–1876), deutscher Jurist und Politiker, MdL Schleswig
- Robert Weber (Germanist) (1824–1896), Schweizer Schriftsteller und Herausgeber
- Robert Weber (Maler, 1830) (1830–1890), deutscher Maler
- Robert Weber (Verleger) (1838–1917), deutsch-schweizerischer Drucker und Verleger
- Robert Weber (Pädagoge) (1849–1924), deutscher Reformpädagoge
- Robert Weber (Offizier) (1849–1931), Schweizer Offizier und Architekt
- Robert Weber (Politiker, 1886) (1886–1943), Schweizer Politiker (SP)
- Robert Weber (Marineoffizier) (1905–1944), deutscher Marineoffizier
- Robert Weber (Politiker, 1906) (1906–1987), deutscher Politiker (SPD)
- Robert Weber (Astronom) (1926–2008), US-amerikanischer Astronom
- Robert Weber (Bauingenieur) (1928–2023), deutscher Bauingenieur und Hochschullehrer
- Robert Weber (Autor) (1938–2009), russlanddeutscher Schriftsteller und Übersetzer
- Robert Weber (Maler, 1943) (* 1943), österreichischer Maler, Grafiker und Bildhauer
- Robert Weber (Gewerkschafter) (* 1955), luxemburgischer Gewerkschafter und Politiker (CSV)
- Robert Weber (Geodät) (* 1958), österreichischer Geodät und Hochschullehrer
- Robert Weber (Maler, 1964) (* 1964), deutscher Maler
- Robert Weber (Hörspielautor) (* 1966), deutscher Autor und Hörspielautor
- Robert Weber (Maler, 1967) (* 1967), deutscher Maler, Zeichner und Fotograf
- Robert Weber (Turner) (* 1984), deutscher Turner
- Robert Weber (Handballspieler) (* 1985), österreichischer Handballspieler
- Robert Heinrich Weber (* 1964), deutscher Diplomat
- Robert M. Weber (* 1958), deutscher Bildhauer
- Robi Weber (* 1941), Schweizer Jazzmusiker
- Rodolfo Luís Weber (* 1963), brasilianischer Priester, Prälat von Cristalândia
- Roland Weber (Landschaftsarchitekt) (1909–1997), deutscher Gartenarchitekt
- Roland Weber (Biologe) (1910–1983), deutscher Biologe
- Roland Weber (Komponist) (1925–2002), deutscher Komponist, Dirigent und Hochschullehrer für Komposition und Musiktheorie
- Roland Weber (Maler) (1932–1988), französischer Maler
- Roland Weber (Fußballspieler) (* 1960), österreichischer Fußballspieler
- Roland Weber (Rechtsanwalt) (* 1966), deutscher Rechtsanwalt, Opferbeauftragter des Landes Berlin
- Rolf Weber (Keramiker) (1907–1985), deutscher Keramiker
- Rolf Weber (Botaniker) (1922–2015), deutscher Botaniker und Heimatforscher
- Rolf Weber (Politiker) (1923–2000), Schweizer Jurist und Politiker
- Rolf Weber (Historiker) (1930–2004), deutscher Historiker
- Rolf Weber (Moderner Fünfkämpfer) (* 1934), Schweizer Moderner Fünfkämpfer
- Rolf Weber (Maler) (* 1936), Schweizer Maler und Zeichner
- Rolf Weber (Fußballspieler) (* 1953), deutscher Fußballspieler
- Rolf Weber (Musiker) (* 1958), Schweizer Klarinettist
- Rolf-Eckart Weber (1911–2003), deutscher Architekt
- Rolf H. Weber (* 1951), Schweizer Rechtswissenschaftler
- Romina Weber (* 1988), deutsche Schauspielerin
- Romy Weber (* 1936), deutsche Malerin, Grafikerin und Objektkünstlerin
- Rosa Weber (1919–1967), österreichische Politikerin (SPÖ)
- Rosemarie Pohl-Weber (1926–1990), deutsche Journalistin, Volkskundlerin und Museumsdirektorin
- Rosmarien Weber-Markert (1927–2010), deutsche Malerin
- Rudolf Weber (Schriftsteller) (1843–1915), österreichischer Schriftsteller und Heimatdichter
- Rudolf Weber (Unternehmer) (1856–1932), deutscher Eisenhütteningenieur und Unternehmer
- Rudolf Weber (Jurist) (1872–1945), deutscher Verwaltungsjurist, Minister und Gerichtspräsident
- Rudolf Weber (Maler, 1872) (1872–1949), österreichischer Maler
- Rudolf Weber (Musiker) (1874–nach 1954), deutscher Violinist und Musikpädagoge
- Rudolf Weber (Maler, 1877) (1877–1952), deutscher Maler
- Rudolf Weber (Politiker, 1887) (1887–1972), Schweizer Politiker (BGB)
- Rudolf Weber (Maler, 1889) (1889–1972), konstruktivistischer deutscher Maler und Grafiker
- Rudolf Weber (Heimatforscher) (1893–1983), deutscher Lehrer und Heimatforscher
- Rudolf Weber (Zahnmediziner) (1894–1946), deutscher Zahnmediziner und Hochschullehrer
- Rudolf Weber (Bildhauer) (1899–1990), deutscher Bildhauer
- Rudolf Weber (Maler, 1908) (1908–1966), deutscher Maler
- Rudolf Weber (Unternehmer, 1909) (1909–1974), deutscher Unternehmer und Firmengründer
- Rudolf Weber (Mediziner) (1909–nach 1978), deutscher Arzt und Gesundheitspolitiker
- Rudolf Weber (Maler, 1912) (1912–1994), deutscher Maler und Grafiker
- Rudolf Weber (Biologe) (Rudolf Heinrich Weber; 1922–2015), Schweizer Biologe und Hochschullehrer
- Rudolf Weber (Architekt, 1923) (1923–2010), deutscher Architekt
- Rudolf Weber (Politiker, 1931) (* 1931), Schweizer Politiker (Nationale Aktion)
- Rudolf Weber (Architekt, 1933) (1933–2017), österreichischer Architekt
- Rudolf Weber (Musikwissenschaftler) (* 1937), deutscher Musikwissenschaftler
- Rudolf Weber (Heimatforscher, 1944) (* 1944), deutscher Lehrer und Heimatforscher
- Rudolf Weber (Komponist), Schweizer Bratschist und Komponist
- Rudolf Weber (Biathlet), Schweizer Biathlet
- Rudolf Weber-Fas (1933–2014), deutscher Richter, Rechtswissenschaftler und Hochschullehrer
- Rudolf Weber-Lortsch (1908–1976), deutscher Verwaltungsjurist
- Rudolf Mathys-Weber (1854–1937), Schweizer Baumwollfabrikant
- Rudolf Heinrich Weber (1874–1920), deutscher Mathematiker, Physiker und Hochschullehrer
- Rudolf Stefan Weber (1893–1953), deutscher Mundartdichter
- Ruth Weber (Malerin) (1895–1977), dänische Malerin
- Ruth Weber (Illustratorin) (* 1930), deutsche Gebrauchsgrafikerin und Illustratorin
- Ruth Weber (Tänzerin) (* 1943), Schweizer Tänzerin
- Ruth Weber (Handballspielerin), Schweizer Handballspielerin
- Ruth Weber (Rechtswissenschaftlerin), deutsche Rechtswissenschaftlerin und Professorin an der Deutschen Universität für Verwaltungswissenschaften Speyer

### S
- Salka Weber (* 1989), österreichische Schauspielerin, Sängerin und Filmemacherin
- Sämi Weber (* 1964), Schweizer Kinderbuchautor
- Samuel Weber (Theologe) (1835–1908), österreichisch-ungarischer evangelischer Theologe und Historiker
- Samuel Weber (* 1940), US-amerikanischer Literaturwissenschaftler
- Sandra Weber (* 1985), deutsche Basketballspielerin, siehe Sandra Vetter
- Sara Weber (* 1987), deutsch-amerikanische Journalistin und Autorin
- Sarah Clara Weber (* 1977), deutsche Filmeditorin
- Sascha Weber (Journalist) (* 1966), deutscher Journalist und Schriftsteller
- Sascha Weber (Unihockeyspieler) (* 1980), kanadischer Unihockeyspieler
- Sascha Weber (Radsportler) (* 1988), deutscher Cyclocross- und Mountainbikefahrer
- Sebastian Weber (Schauspieler) (* 1976), deutscher Schauspieler
- Sebastian Weber (Handballspieler) (* 1986), deutscher Handballspieler
- Sepp Weber (* 1925), deutscher Architekt
- Shea Weber (* 1985), kanadischer Eishockeyspieler
- Sibylle Weber-Sager (* 1967), Schweizer Fernsehköchin
- Siegfried Weber (1870–1936), deutscher Kunsthistoriker
- Siegfried Weber (Verleger) (1881–1966), deutscher Verleger
- Siegfried Schubert-Weber (* 1933), deutscher Pianist
- Siegfriede Weber-Dempe (1914–2011), deutsche Hürdenläuferin
- Simon Weber (1866–1929), deutscher katholischer Theologe
- Simon Weber (Fußballspieler) (* 1919), deutscher Fußballspieler
- Simone Weber (1859–1945), italienischer katholischer Priester und Lokalhistoriker des Trento
- Sophie Weber, verheiratete Sophie Haibel (1763–1846), Sängerin, Schwägerin und Krankenpflegerin Mozarts
- Stanley Weber (* 1986), französischer Schauspieler
- Stefan Weber (Musiker) (1946–2018), österreichischer Musiker und Komponist
- Stefan Weber (Regisseur) (* 1962), Schweizer Theater- und Hörspielregisseur
- Stefan Weber (Offizier, 1970) (* 1970), Brigadegeneral des Heeres der Bundeswehr
- Stefan Weber (Offizier, 1962) (* 1962), deutscher Oberst und Mitglied der 17. Bundesversammlung
- Stefan Weber (Schiedsrichter) (* 1963), deutscher Fußballschiedsrichter
- Stefan Weber (Politiker) (* 1963), deutscher Politiker (SPD), MdL
- Stefan Weber (Islamwissenschaftler) (* 1967), deutscher Islamwissenschaftler
- Stefan Weber (Kommunikationswissenschaftler) (* 1970), österreichischer Plagiatsjäger
- Stefan Weber (Philologe) (* 1976), deutscher Mittellateinischer Philologe
- Stefanie Weber, deutsche Ärztin und Wissenschaftlerin
- Steffen Weber (Handballspieler) (* 1972), deutscher Handballspieler
- Steffen Weber (Musiker) (* 1975), deutscher Jazz-Saxophonist
- Steffi Weber-Unger-Rotino (* 1952), deutsche Erziehungs-/Sozialwissenschaftlerin, Psychologin und Hochschullehrerin
- Steven Weber (* 1961), US-amerikanischer Schauspieler
- Susanne Weber (1614–1656), Opfer der Hexenverfolgungen in Bad Wildungen
- Susanne Weber (Pädagogin) (* 1961), deutsche Wirtschaftswissenschaftlerin und Wirtschaftspädagogin
- Susanne Weber-Mosdorf (* 1953), deutsche Politikerin (SPD) und stellvertretende WHO-Direktorin
- Suse Weber (* 1970), deutsche Künstlerin
- Sybilla Mittell Weber (1892–1957), amerikanische Künstlerin

### T
- Tanja Weber (* 1966), deutsche Drehbuchautorin, Dramaturgin und Schriftstellerin
- Terence Weber (* 1996), deutscher Nordischer Kombinierer
- Theo Weber (Redakteur) (1912–1965), deutscher Journalist und Chefredakteur
- Theo Weber (Cellist), kanadischer Cellist
- Theodor Weber (Mediziner) (1829–1914), deutscher Mediziner
- Theodor Weber (Bischof) (1836–1906), deutscher Geistlicher, Bischof der Alt-Katholischen Kirche
- Theodor Weber (Konsul) (1844–1889), deutscher Handelsvertreter und Diplomat
- Theodor von Weber (1870–1920), deutscher Offizier
- Theodor Weber (Förster) (1870–1952), Schweizer Forstwirt und Verbandsfunktionär
- Theodor Weber (Landrat) (1880–1980), deutscher Landrat
- Theodor Alexander Weber (1838–1907), deutscher Maler
- Theodor Georg Weber (1872–1956), deutscher Diplomat
- Theophil Weber (1852–nach 1908), Autor, Herausgeber und Verleger
- Therese Weber (Malerin) (1813–1875), deutsche Malerin
- Therese Weber (Papierkünstlerin) (* 1953), Schweizer bildende Künstlerin
- Thomas Weber (Prähistoriker) (* 1952), deutscher Prähistoriker
- Thomas Weber (Ingenieur) (* 1954), deutscher Ingenieur
- Thomas Weber (Politiker) (* 1961), Schweizer Politiker
- Thomas Weber (Leichtathlet), deutscher Langstreckenläufer
- Thomas Weber (Publizist) (* 1963), deutscher Publizist
- Thomas Weber (Kristallograph) (* 1965), deutscher Kristallograph
- Thomas Weber (Künstler) (* 1965), österreichischer Maler und Grafiker
- Thomas Weber (Politiker, 1967) (* 1967), österreichischer Politiker (NEOS)
- Thomas Weber (Musiker) (* 1969), deutscher Hörspielautor und Musiker
- Thomas Weber (Historiker) (* 1974), deutscher Historiker
- Thomas Weber (Journalist) (* 1977), österreichischer Journalist
- Thomas Weber (Nachrichtensprecher) (* 1980), österreichischer Nachrichtensprecher
- Thomas Weber (Handballspieler) (* 1987), österreichischer Handballspieler
- Thomas Weber (Footballspieler) (* 1987), US-amerikanischer American-Football-Spieler
- Thomas Weber (Fußballspieler) (* 1993), österreichischer Fußballspieler
- Thomas Weber (Unihockeyspieler), Schweizer Unihockeyspieler
- Thomas H. Weber (1960–2006), deutscher Maler und Grafiker
- Thomas Maria Weber (Thomas M. Weber-Karyotakis; * 1953), deutscher Klassischer Archäologe
- Tilo Weber (Linguist) (* 1964), deutscher Linguist und Hochschullehrer für Germanistik
- Tilo Weber (Musiker) (* 1990), deutscher Jazz- und Improvisationsmusiker
- Tim Weber (Politiker) (* 1971), deutscher Politikwissenschaftler und Politiker (Bündnis 90/Die Grünen)
- Tim Weber (Squashspieler) (* 1987), deutscher Squashspieler
- Tim Weber (Eishockeyspieler) (* 1990), Schweizer Eishockeyspieler
- Tino Weber (* 1970), deutscher Schwimmer
- Tobias Weber (Pfarrer) (1564–1633), deutscher evangelischer Pfarrer und Lehrer
- Tobias Weber (Politiker) (1892–1963), deutscher Politiker (CDU) und Unternehmer
- Tobias Weber (HF-Techniker) (* 1970), deutscher Hochschullehrer für Hochfrequenztechnik
- Tobias Weber (Fußballspieler) (* 1995), deutscher Fußballspieler
- Tom Weber (Schachspieler) (* 1984), luxemburgischer Schachspieler
- Tom Weber (Volleyballspieler) (* 1989), deutscher Volleyballspieler
- Trudi Biedermann-Weber (1903–1993), Schweizer Musikpädagogin

### U
- Ulla Weber (* 1964), deutsche Gleichstellungspolitikerin
- Ulrich Weber (Botaniker) (1898–1954), deutscher Botaniker, Pharmakologe und Hochschullehrer
- Ulrich von Weber (1908–1986), deutscher Chemiker
- Ulrich Weber (Verwaltungsbeamter) (1926–2014), deutscher Verwaltungsbeamter
- Ulrich Weber (Rechtswissenschaftler) (1934–2013), deutscher Rechtswissenschaftler
- Ulrich Weber (Autor) (1940–2015), Schweizer Journalist und Schriftsteller
- Ulrich Weber (Manager) (1950–2023), deutscher Manager
- Ulrich Weber (Literaturwissenschaftler) (* 1961), Schweizer Literaturwissenschaftler und Kurator
- Ulrich Weber (Kanute), deutscher Kanute
- Urban Weber (1599–1659), salzburgischer römisch-katholischer Geistlicher
- Ursula Weber (Pianistin) (1918/1919–1992), deutsche Pianistin und Hochschullehrerin
- Ursula Weber (Linguistin) (* 1940), deutsche Philologin, Linguistin und Hochschullehrerin
- Ursula Weber (Leichtathletin) (* 1960), österreichische Diskuswerferin und Kugelstoßerin
- Uwe Weber (* 1962), deutscher Endurosportler

### V
- Valentin Weber (1804–1863), deutscher Bürgermeister und Mitglied der kurhessischen Ständeversammlung
- Valerie Weber (* 1965), deutsche Journalistin
- Veit Weber (Sänger) (2. Hälfte 15. Jh.), deutscher Sänger und Dichter
- Veit Weber, Pseudonym von Leonhard Wächter (1762–1837), deutscher Schriftsteller
- Verena Fuhrimann-Weber (1926–2000), Schweizer Architektin
- Viktor Weber von Webenau (1861–1932), österreich-ungarischer General
- Viktoria Weber (* 1967), österreichische Biochemikerin und Hochschullehrerin
- Vin Weber (* 1952), US-amerikanischer Politiker
- Vince Weber (1953–2020), deutscher Pianist
- Vincent Weber (1902–1990), deutscher Maler
- Vincenz Weber (1809–1859), böhmischer Arzt und Dichter
- Vinzenz Weber (1795–1875), österreichischer Landwirt und Politiker

### W
- Waldemar Weber (* 1944), deutscher Schriftsteller, Übersetzer und Verleger
- Walerian Nikolajewitsch Weber (1871–1940), russischer Geologe, Paläontologe, Seismologe und Hochschullehrer
- Walter Weber (Politiker, 1811) (1811–1874), deutscher Gutsbesitzer und Politiker
- Walter Weber (Politiker, 1886) (1886–1966), deutscher Politiker, Landrat
- Walter Weber (Maler) (1893–1948), Schweizer Maler und Kunstpädagoge
- Walter Weber (SS-Mitglied) (1895–nach 1969), deutscher SS-Führer
- Walter Weber (Diplomat, 1899) (1899–1979), deutscher Diplomat
- Walter Weber (Physiker) (1907–1944), deutscher Physiker und Ingenieur
- Walter Weber (Tiermediziner) (1916–2010), Schweizer Veterinärmediziner und Hochschullehrer
- Walter Weber (Politiker, 1917) (1917–2008), Schweizer Politiker (SP)
- Walter Weber (Diplomat, 1934) (* 1934), deutscher Diplomat
- Walter Weber (Regisseur) (* 1949), Schweizer Regisseur und Drehbuchautor
- Walter Weber-Bürki (1894–1967), Schweizer Brauerei-Unternehmer
- Walter A. Weber (1906–1979), US-amerikanischer Tiermaler und Ornithologe
- Walter J. Weber (Walter Jacob Weber Jr.; 1934–2018), US-amerikanischer Umweltingenieur
- Walter W. Weber (1948–2014), deutscher Journalist
- Wassili Walerianowitsch Weber (1900–1987), russischer Geologe
- Wenzel Weber von Ebenhof (1781–1865), böhmischer Verwaltungsjurist
- Werner Weber (Unternehmer) (1851–1912), Schweizer Industrieller und Politiker
- Werner Weber (Maler) (1892–1977), Schweizer Maler
- Werner Weber (Jurist) (1904–1976), deutscher Jurist
- Werner Weber (Mathematiker) (1906–1975), deutscher Mathematiker
- Werner Weber (Architekt) (1912–1995), deutscher Architekt und Hochschullehrer
- Werner Weber (Germanist) (1919–2005), Schweizer Journalist und Literaturwissenschaftler
- Werner Weber (Radsportler, 1926) (1926–2022), deutscher Radsportler
- Werner Weber (Kanute) (* 1939), Schweizer Kanute
- Werner Weber (Radsportler, 1942) (1942–2001),  Schweizer Radrennfahrer
- Werner Weber (Physiker) (1945–2014), deutscher Physiker
- Werner Alois Weber (1925–2000), Schweizer Bildhauer
- Wilfried Weber (Buchhändler) (1939–2016), deutscher Buchhändler
- Wilfried Weber (* 1942), deutscher Theologe, Soziologe und Hochschullehrer
- Wilhelm Weber (Politiker, 1832) (1832–1899), deutscher Politiker (DFP, NLP), Oberbürgermeister von Gera
- Wilhelm Weber (Kommerzienrat) (1857–1934), deutscher Kommerzienrat
- Wilhelm Weber (Musiker) (1859–1918), deutscher Pianist und Dirigent
- Wilhelm Weber (Mediziner) (1872–1928), deutscher Chirurg, Pionier der Pyloroplastik
- Wilhelm Weber (Politiker, 1876) (1876–1959), deutscher Politiker (SPD), MdR
- Wilhelm Weber (Politiker, 1879) (1879–1961), deutscher Politiker (SPD), Oberbürgermeister von Hannover
- Wilhelm Weber (Turner) (1879–1963), deutscher Turner
- Wilhelm Weber (Historiker) (1882–1948), deutscher Althistoriker
- Wilhelm Weber (Kämmerer) (1884–1976), deutscher Beamter und Politiker
- Wilhelm Weber (Matrose), deutscher Matrose
- Wilhelm Weber (Lehrer) (1887–1964), deutscher Lehrer und Zeichner
- Wilhelm Weber (Pfarrer) (1889–1963), deutscher katholischer Geistlicher
- Wilhelm Weber (Richter, 1894) (1894–1981), deutscher Jurist und Richter
- Wilhelm Weber (Richter, 1887) (1897–nach 1969), deutscher Jurist und Richter
- Wilhelm Weber (Missionar) (1905–1945), deutscher römisch-katholischer Geistlicher, Ordensmann, Missionar und Märtyrer
- Wilhelm Weber (Ornithologe) (1905–1983), österreichischer Lehrer und Vogelkundler deutscher Herkunft
- Wilhelm Weber (Politiker, 1906) (1906–1990), deutscher Politiker (SPD), MdL Nordrhein-Westfalen
- Wilhelm Weber (Politiker, 1907) (1907–1981), österreichischer Kommunalpolitiker (SPÖ)
- Wilhelm Weber (Ökonom) (1916–2005), österreichischer Ökonom
- Wilhelm Weber (SS-Mitglied) (1918–1980), Offizier der Waffen-SS
- Wilhelm Weber (Kunsthistoriker) (1918–1999), deutscher Kunsthistoriker und Künstler
- Wilhelm Weber (Heimatforscher) (1924–2016), rumäniendeutscher Heimatforscher
- Wilhelm Weber (Priester) (1925–1983), deutscher Ethiker und Theologe
- Wilhelm Weber (Fußballspieler) (1925–2009), deutscher Fußballspieler
- Wilhelm Weber (Ingenieur) (1928–1986), deutscher Parfumeur und Ingenieur sowie Bromelienspezialist
- Wilhelm Weber-Brauns (1883–nach 1922), deutscher Zahntechniker und Schriftsteller
- Wilhelm Eduard Weber (1804–1891), deutscher Physiker, einziger Naturwissenschaftler der Göttinger Sieben
- Wilhelm Ernst Weber (1790–1850), deutscher Pädagoge und Philologe
- Wilhelm Georg Weber (1883–1952), deutscher Jurist und Politiker
- Wilhelmina Weber Furlong (1878–1962), deutsch-amerikanische Malerin
- Will Weber (* 1988), US-amerikanisch-deutscher Eishockeyspieler
- Willi Weber (Bildhauer) (1903–1994), Schweizer Bildhauer
- Willi Weber (Politiker) (1914–1975), deutscher Politiker (SED)
- Willi Weber (Maler) (1932–2009), Schweizer Maler und Zeichner
- Willi Weber (Manager) (* 1942), deutscher Automobilrennfahrer und Sportmanager
- William Alfred Weber (1918–2020), US-amerikanischer Botaniker
- Willy Weber (Maler) (1895–1959), deutscher Maler
- Willy Weber (Bildhauer) (1904–1993), Schweizer Bildhauer
- Willy Weber (Künstler) (1933–1998), Schweizer Künstler
- Wilfried Weber (Buchhändler) (1939–2016), deutscher Buchhändler
- Winfried Weber (* 1945), deutscher Archäologe
- Wolf Weber (Darmstadt) (um 1572–1582), deutsches Opfer der Darmstädter Hexenverfolgungen
- Wolf Weber (General) (* 1929), deutscher Generalmajor
- Wolf Weber (* 1946), deutscher Politiker (SPD)
- Wolf-Michael Weber (* 1954), deutscher Zoologe und Hochschullehrer
- Wolfgang Weber (Verleger) (1879–1938), deutscher Verleger
- Wolfgang Weber (Journalist) (1902–1985), deutscher Journalist
- Wolfgang Weber (Schachspieler) (1909–1981), deutscher Schachkomponist und Schachspieler
- Wolfgang Weber (General) (1929–2007), deutscher Generalmajor der NVA
- Wolfgang Weber (Regisseur) (1935–2010), österreichischer Regisseur
- Wolfgang Weber (Manager) (* 1935), deutscher Manager
- Wolfgang Weber (Maler, 1936) (* 1936), deutscher Künstler
- Wolfgang Weber (Ingenieur) (1937–2012), deutscher Ingenieur und Hochschullehrer
- Wolfgang Weber (Keramiker) (1937–2025), deutscher Keramiker
- Wolfgang Weber (Wirtschaftswissenschaftler) (1939–2019), deutscher Wirtschaftswissenschaftler und Hochschullehrer
- Wolfgang Weber (Politiker) (1939–2023), deutscher Ingenieur und Politiker (CDU)
- Wolfgang Weber (Musiker) (* 1939), deutscher Cellist
- Wolfgang Weber (Architekt), deutscher Architekt
- Wolfgang Weber (Künstler) (1941–1989), deutscher Foto- und Objektkünstler
- Wolfgang Weber (Heimatforscher) (1941/1942–2019), deutscher Lehrer, Heimatforscher und Museumsgründer
- Wolfgang Weber (Fußballspieler) (* 1944), deutscher Fußballspieler
- Wolfgang Weber (Maler, 1946) (1946–2012), österreichischer Maler
- Wolfgang Weber (Schriftsteller) (* 1948), deutscher Schriftsteller und Gymnasiallehrer
- Wolfgang Weber (Aktivist) (1949–2024), deutscher Aktivist und Autor
- Wolfgang Weber (Historiker, 1950) (Wolfgang E. J. Weber; * 1950), deutscher Historiker
- Wolfgang Weber (Maler, 1952) (* 1952), deutscher Maler
- Wolfgang Weber (Schauspieler) (1943–2014), deutscher Schauspieler
- Wolfgang Weber (Historiker, 1964) (* 1964), österreichischer Historiker
- Wolfgang Weber (Rennfahrer) (* 1965), deutscher Rennfahrer
- Wolfgang Hirsch-Weber (1920–2004), deutscher Kaufmann (Exil 1938–1949 in Bolivien), Politologe und Hochschullehrer
- Wolfgang Weisbrod-Weber (* 1955), deutscher UN-Diplomat
- Wolfgang G. Weber (* 1957), österreichischer Psychologe und Hochschullehrer
- Wolfhard Weber (* 1940), deutscher Technikhistoriker
- Wunibald Weber OSB (1907–1961), deutscher Benediktinermönch und Historiker

### Y
- Yannick Weber (* 1988), Schweizer Eishockeyspieler
- Yvonne Weber (* 1974), deutsche Basketballspielerin